# Archäologische Zone Fiesole

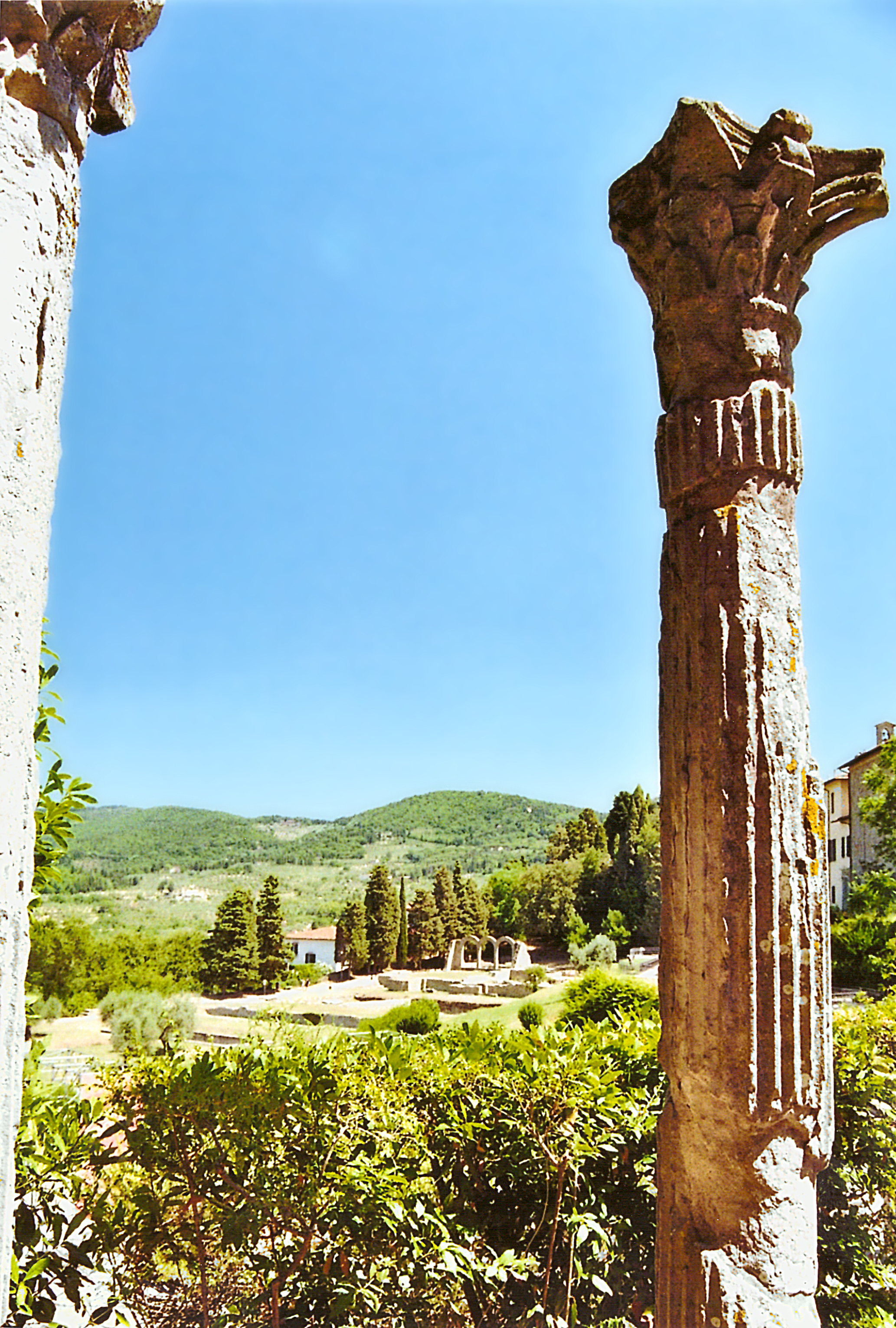
Blick vom Stadtberg über dem Theater zu den Thermen

Die Archäologische Zone Fiesole (italienisch Area archeologica di Fiesole) umfasst mit einer Größe von rund drei Hektar zentrale Teile einer antiken etruskischen Stadt, des späteren römischen Faesulum, an dessen Stelle sich heute das italienische Fiesole befindet. Fiesole liegt auf einem das mittlere Arnotal beherrschenden Bergrücken des Apennin nordöstlich der historischen Altstadt von Florenz in der Toskana. Zu den Hauptattraktionen der Ausgrabung am nördlichen Rand der Altstadt gehören ein heute wieder genutztes Theater, ein etrusko-römischer Tempel sowie die Thermenanlage der antiken Stadt. Im archäologischen Museum, das über dem in Hanglage liegenden Theater errichtet wurde, können unter anderem die Funde der Ausgrabungen besichtigt werden. Am nördlichen Rand der Grabungen kann außerhalb der Archäologischen Zone ein Abschnitt der außergewöhnlich gut erhaltenen etruskischen Stadtmauer besichtigt werden.
Die antiken Baureste haben verschiedene Künstler inspiriert, so den dänischen Architekturmaler Josef Theodor Hansen (1848–1912), der 1891 eine Ansicht des Theaters schuf, den deutschen Maler Werner Tübke (1929–2004), der 1985 Baustudien und Aquarelle anfertigte oder den Kanadier Tom LaPierre (1930–2010), der 1978 eine freie Umsetzung der Ruinenlandschaft malte.

## Geschichte der Ausgrabungen

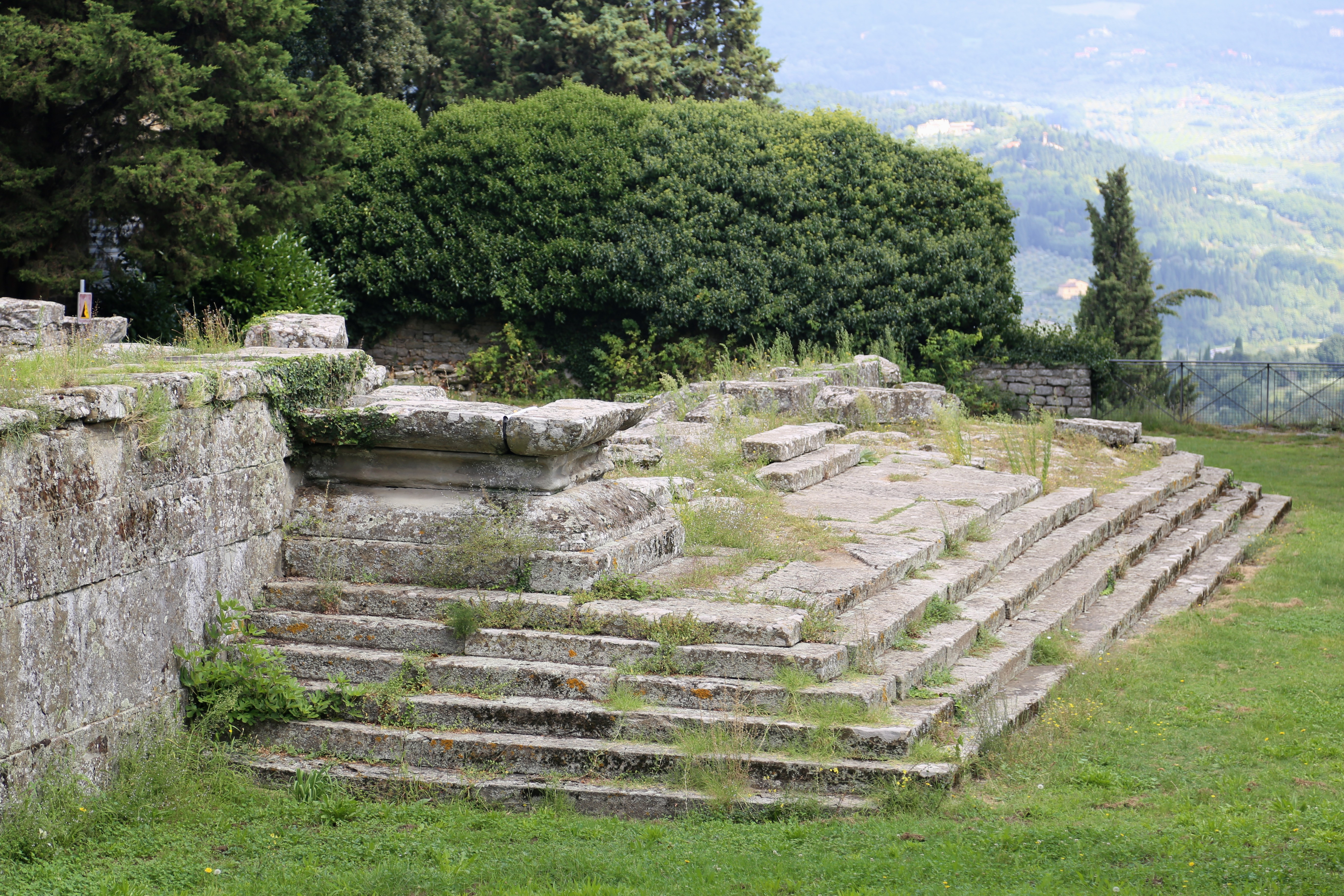
Die Freitreppe zum römischen Tempel

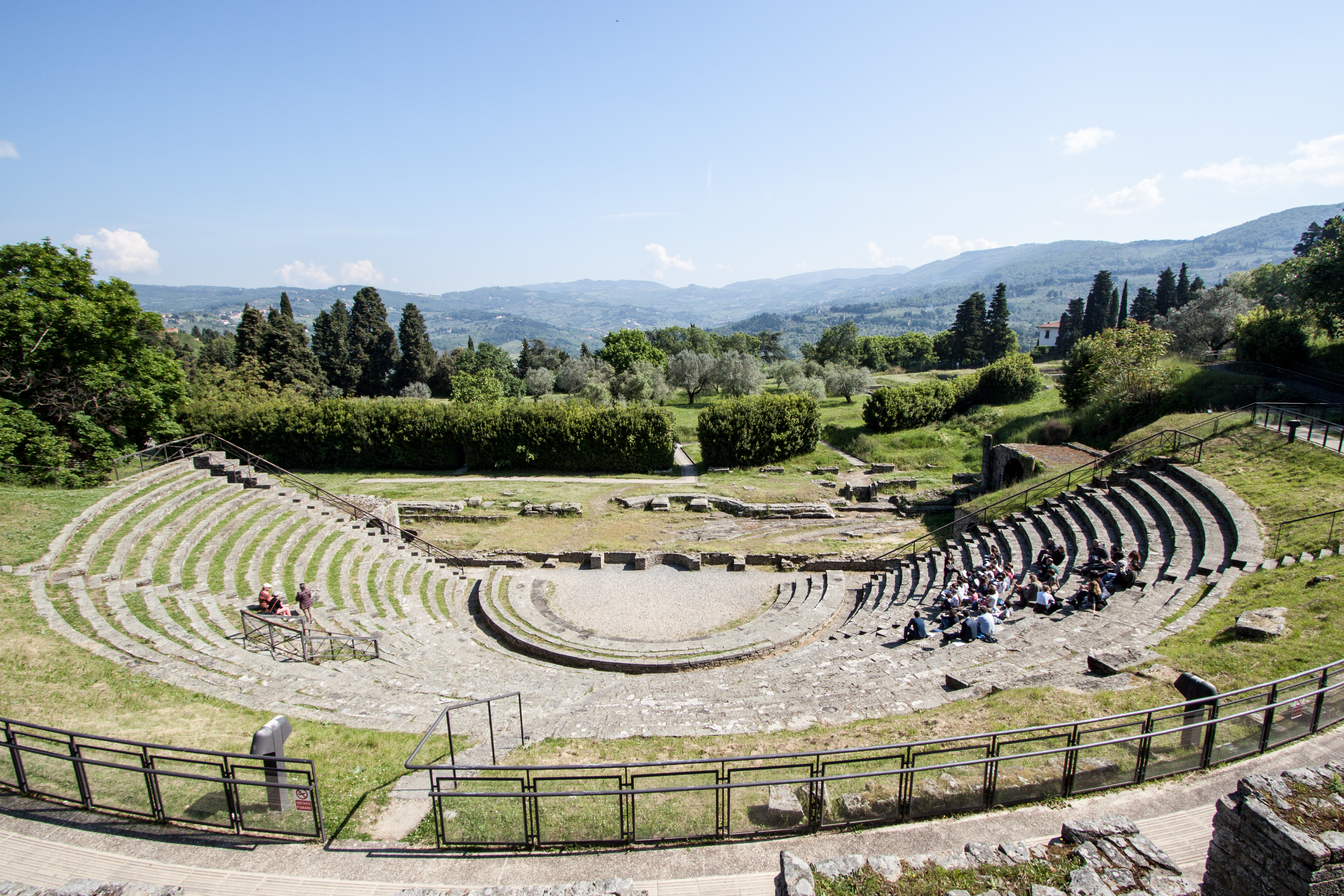
Blick über das Theater; Zustand 2016

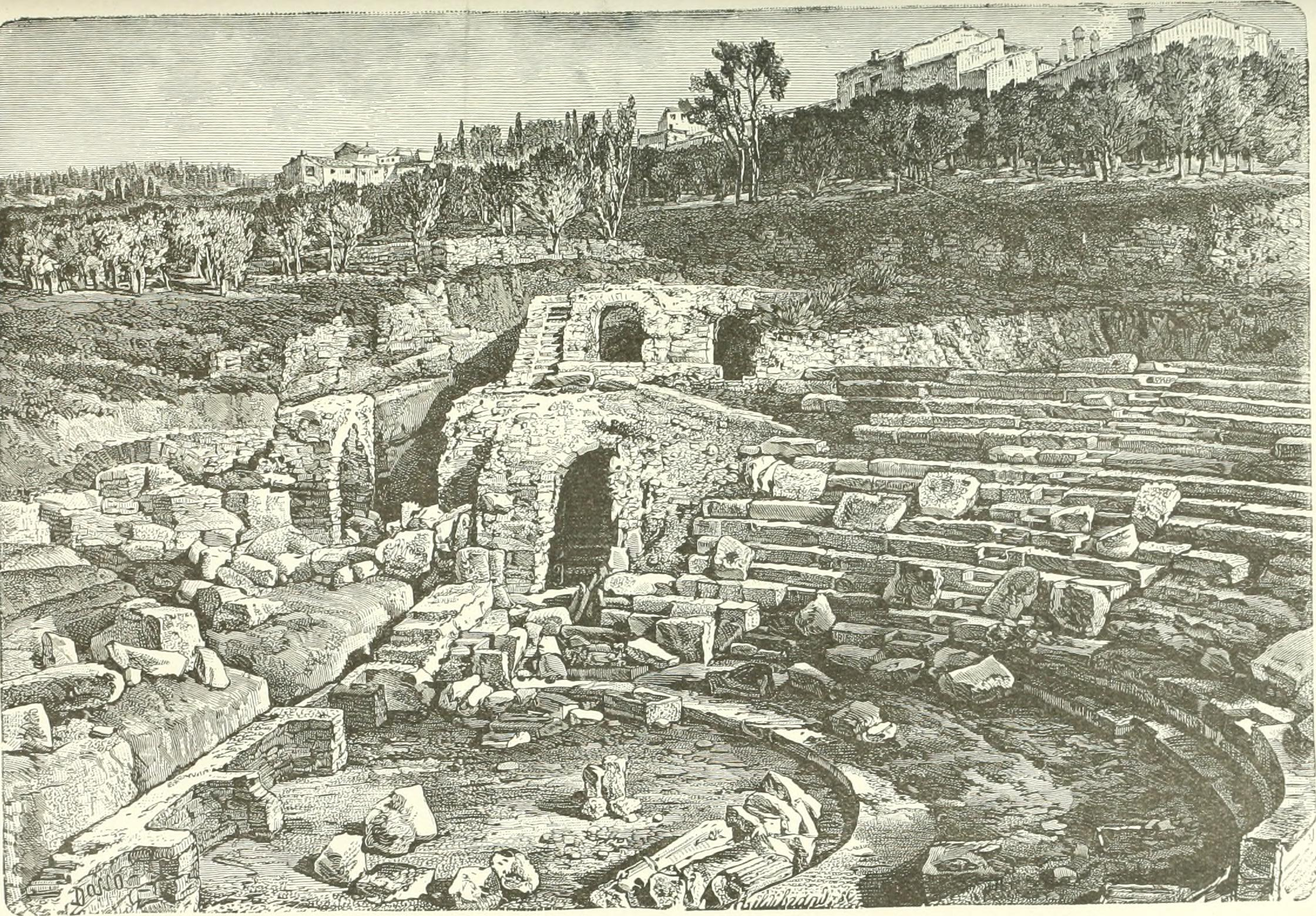
Frühe Darstellung des Theaters während der 1. Hälfte des 19. Jahrhunderts

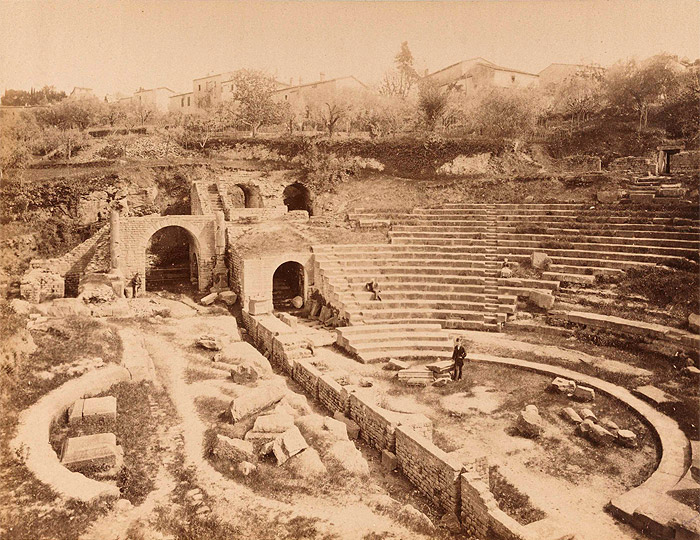
Die Theaterruine nach den ersten Restaurierungs- und Rekonstruktionsmaßnahmen im Januar 1850

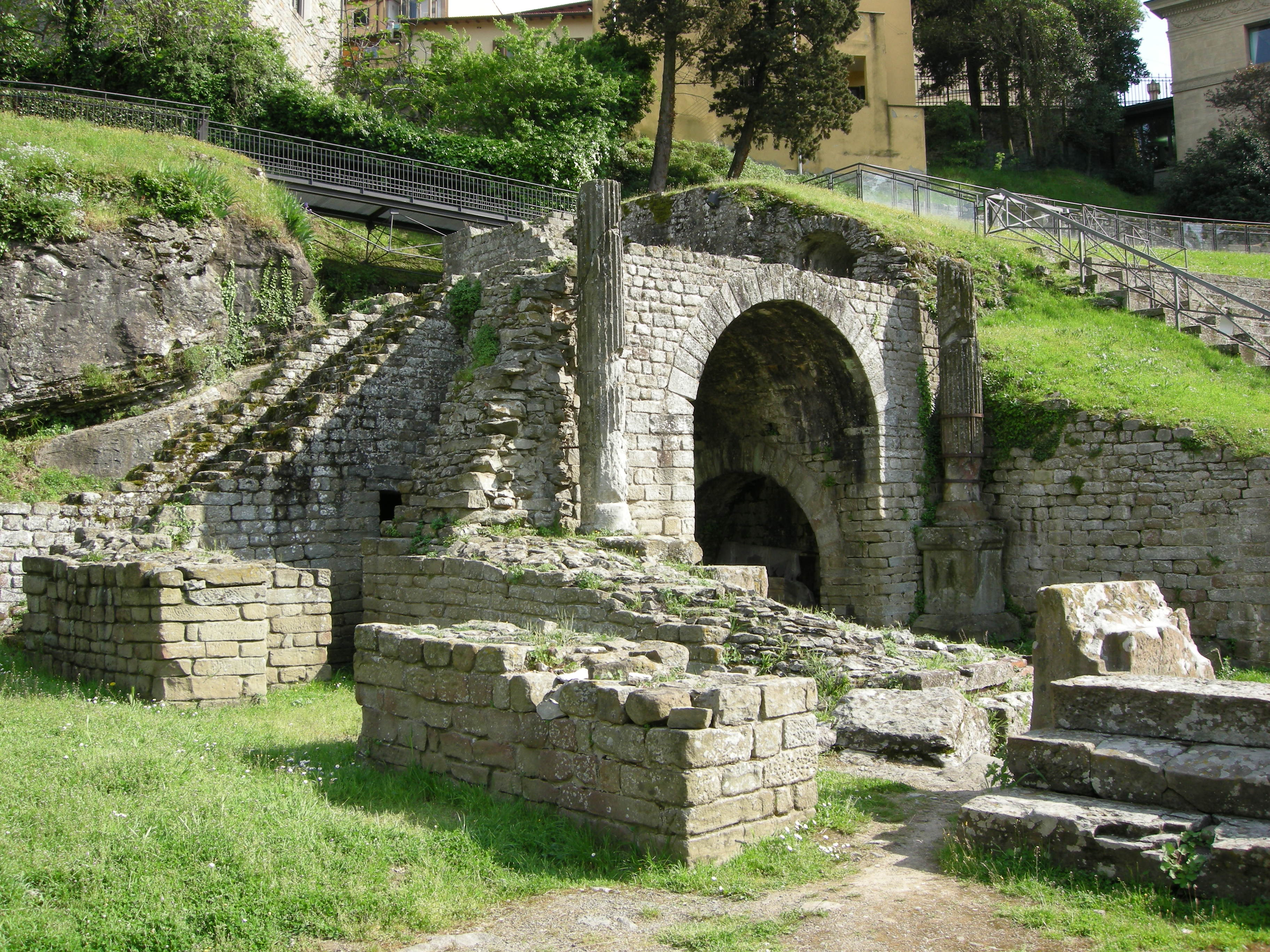
Der von Pettirossi als Triumphbogen mißdeutete Zugang zur Theaterbühne. Die kannelierten Säulenschäfte vor dem Zugang wurden erst bei den Arbeiten zur Teilrekonstruktion der Cavea im 19. Jahrhundert wieder aufgestellt.

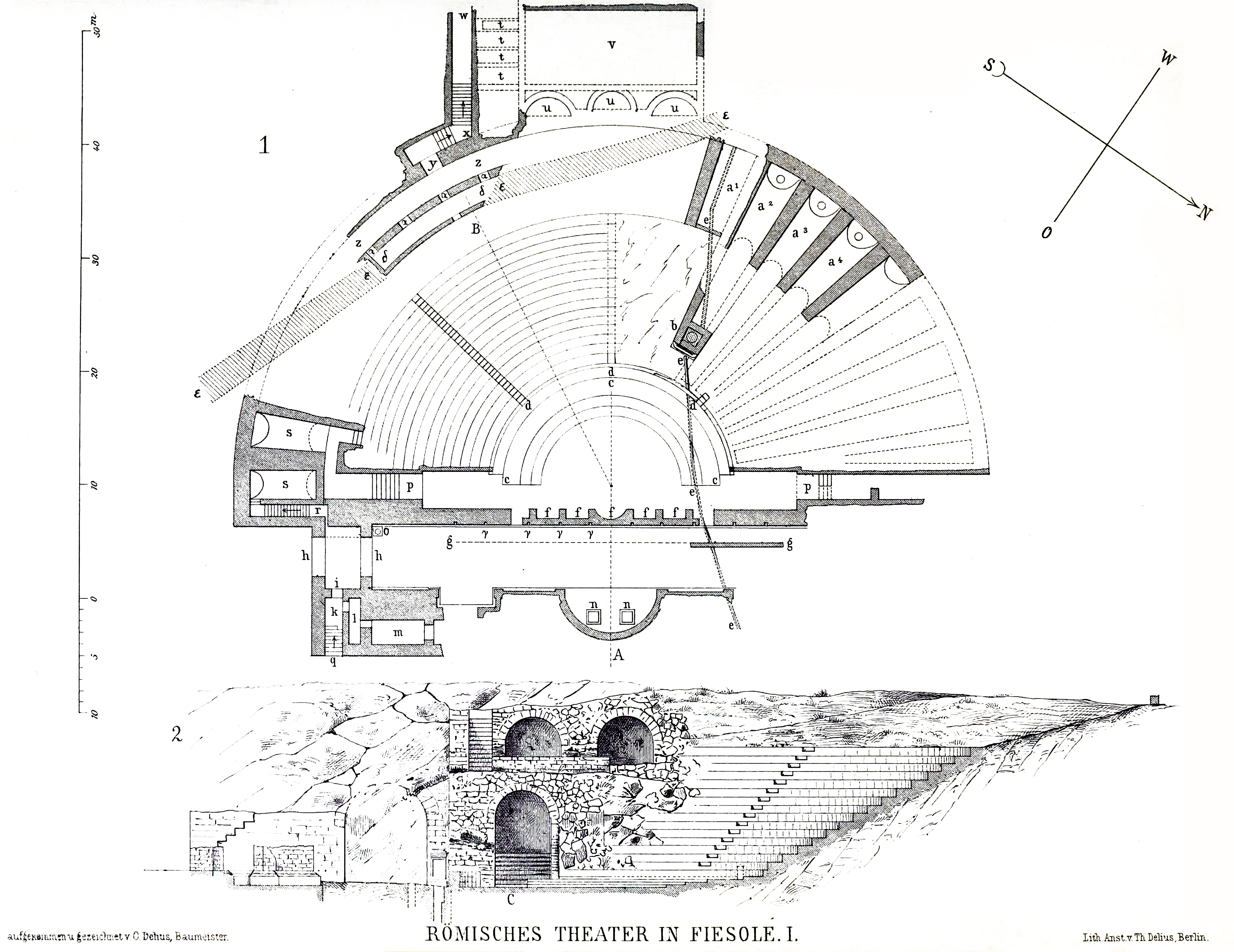
Der Plan des Theater um 1875 nach Oskar Delius

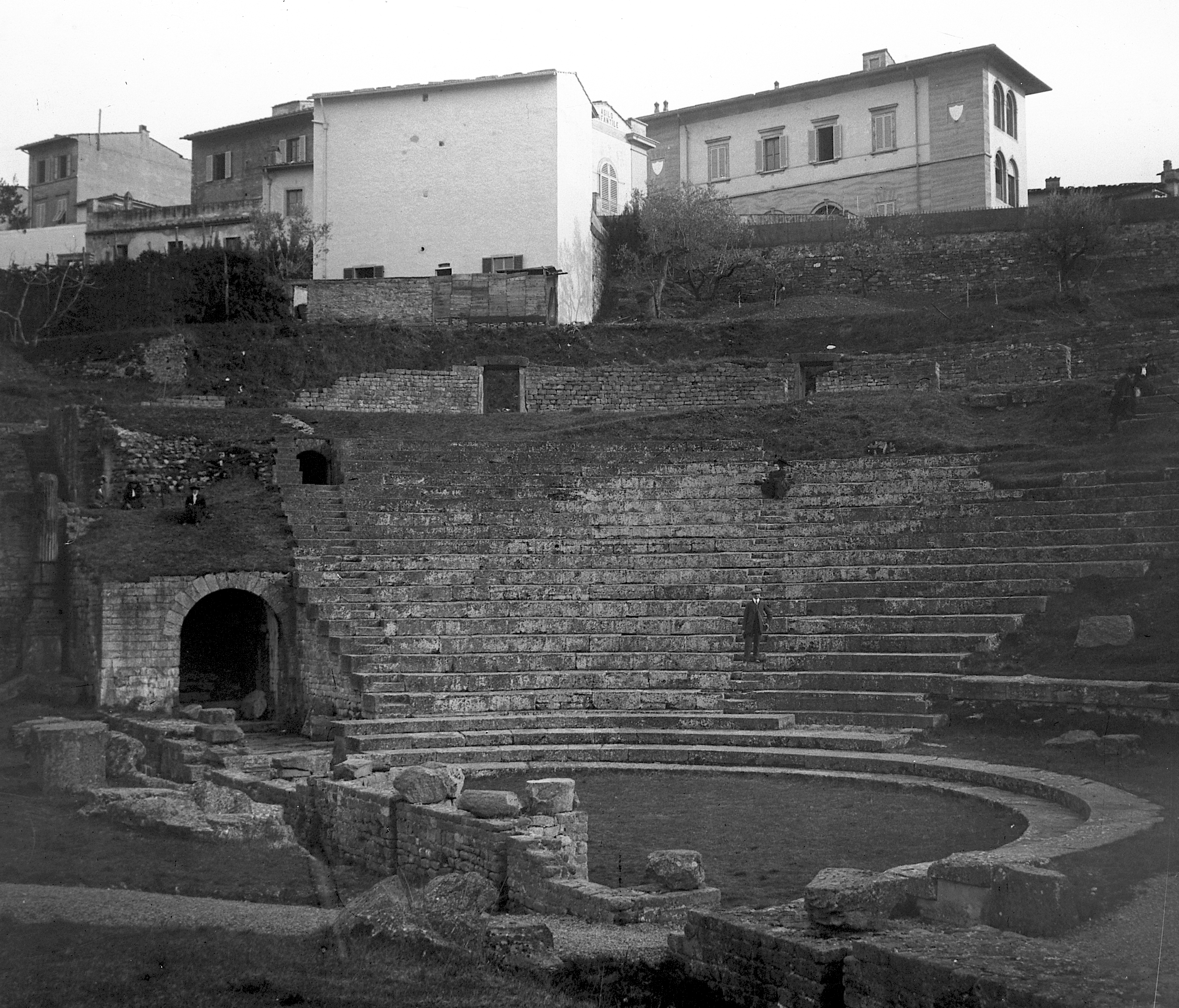
Das Theater im Jahre 1910

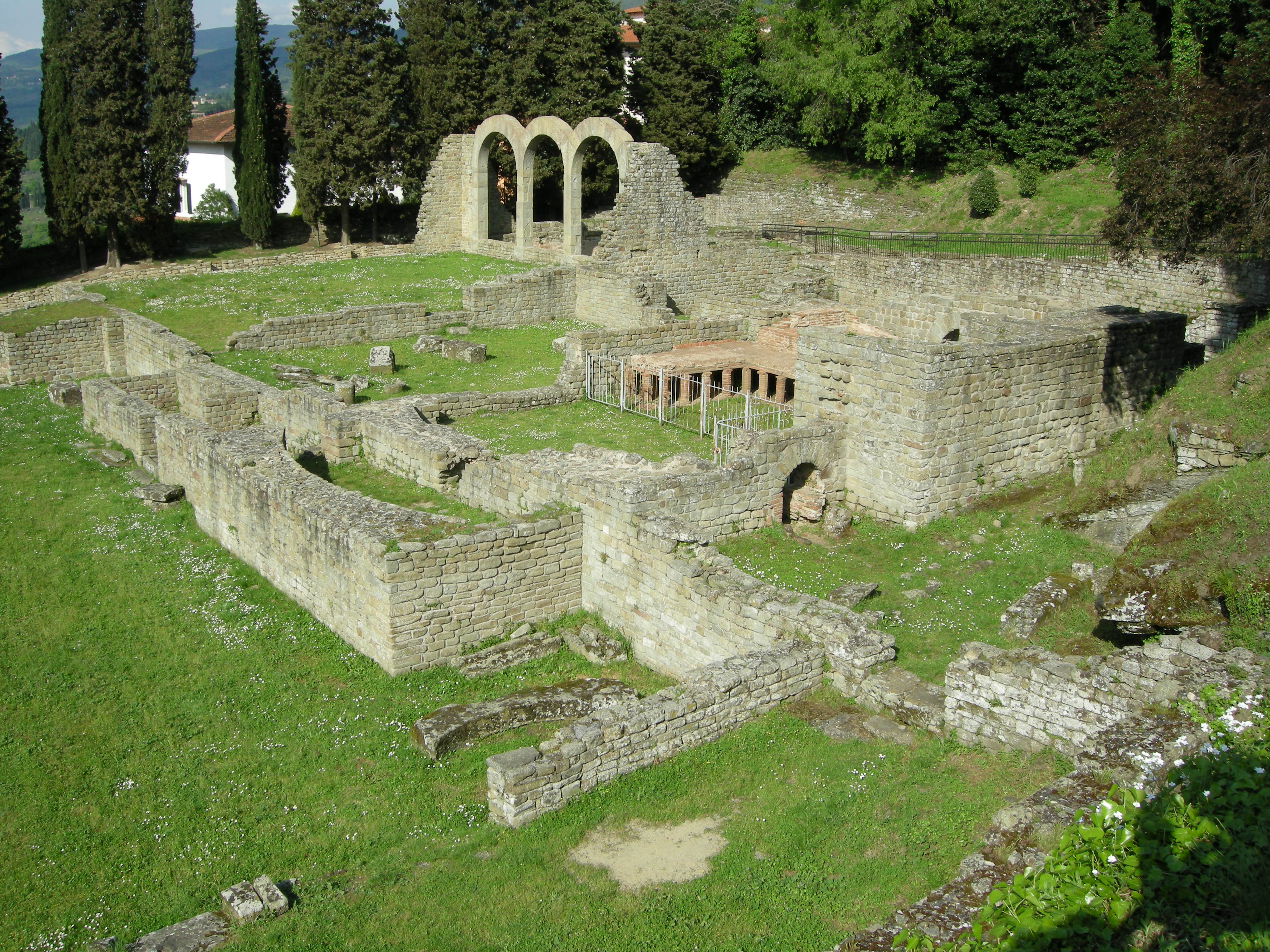
Der rückwärtige Thermenbereich

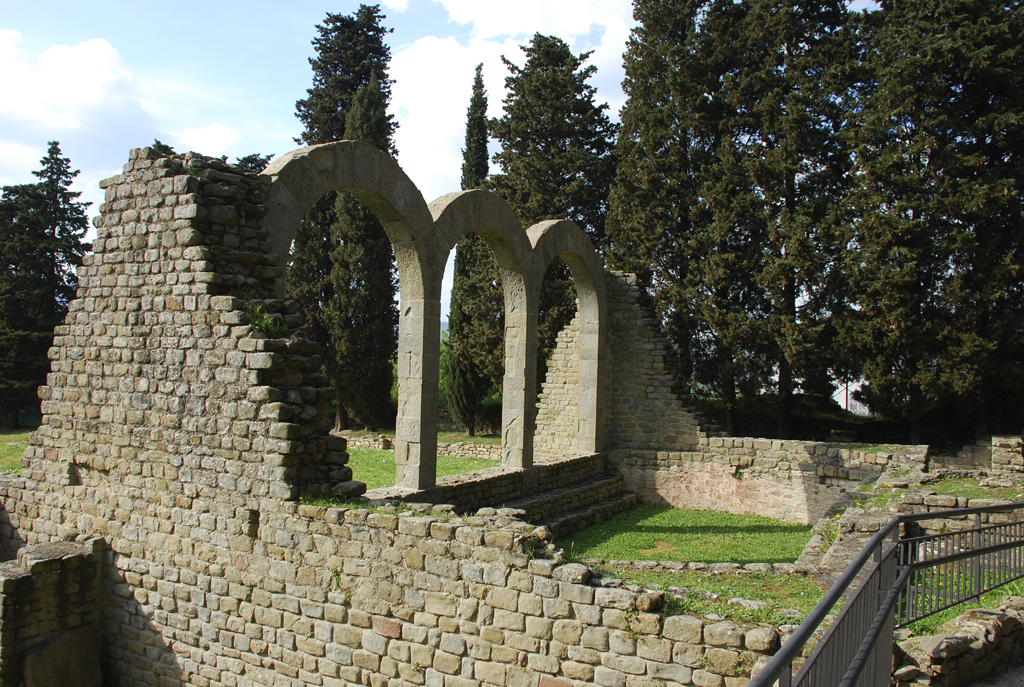
Die Bögen des im 19. Jahrhundert teilrekonstruierten Frigidariums

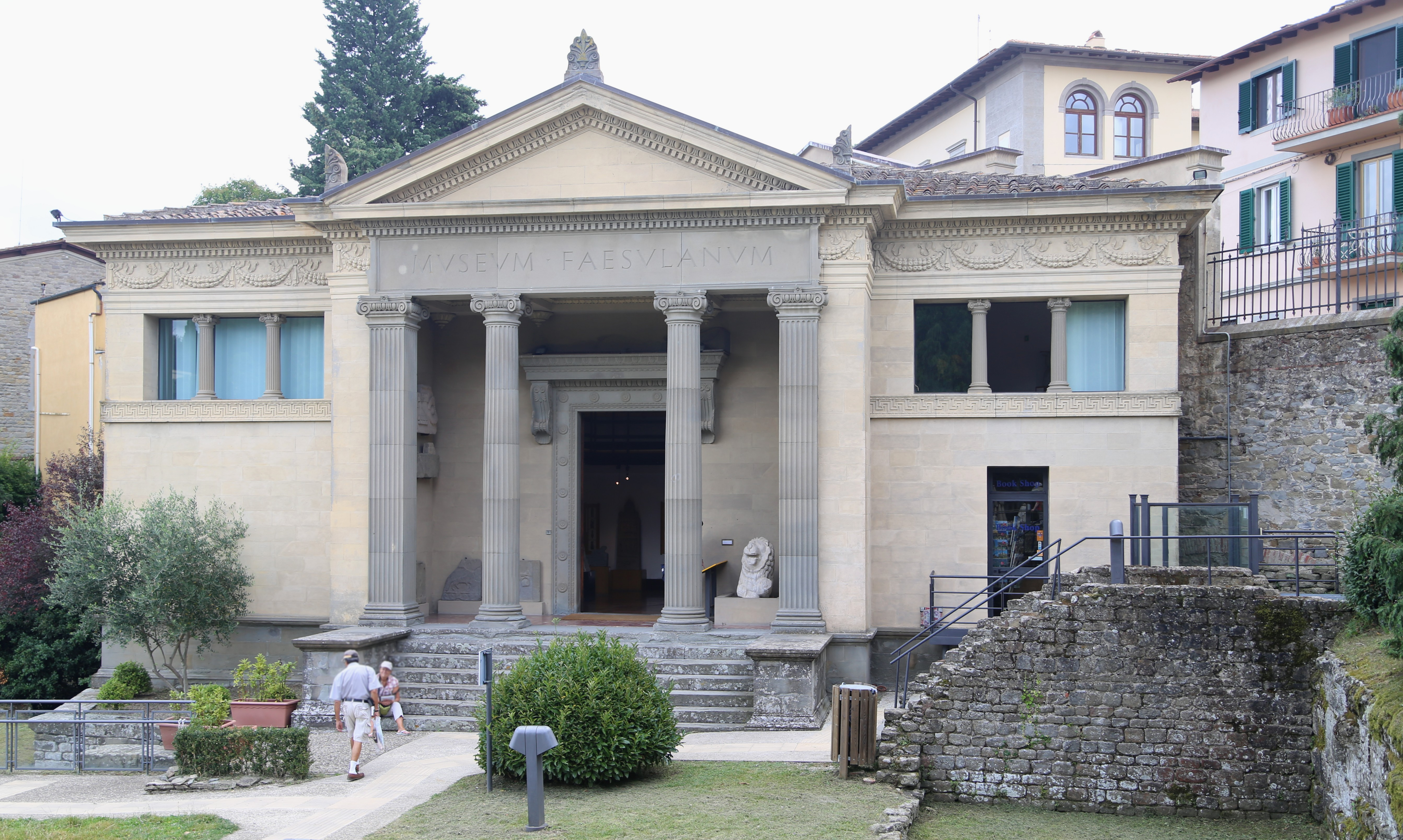
Das zwischen 1912 und 1914 errichtete Museum

Bereits in der frühmittelalterlichen Gründung der dreischiffigen Basilica di Sant’Alessandro von Fiesole finden sich sekundär verwendete antike Säulentrommeln und Kapitelle. Ausgrabungen in der heute nicht mehr für Gottesdienste genutzten Kirche brachten etruskische, römische und lombardische Funde und Befunde zu Tage.

### 11. Jahrhundert
Bereits 1010 wurde das damals im Machtkampf mit Florenz liegende Fiesole zum ersten Mal überrannt und zerstört. Nur kurze Zeit später erwirkte der damalige Bischof Hildebrandt von Florenz die Erlaubnis von Kaiser Heinrich II. (973/978–1024), für den ab 1013/14 begonnenen Neubau der altersschwachen Kirche San Miniato al Monte, die auf einem Hügel über dem südlichen Ufer des Arno stand, Baumaterial aus dem zerstörten Fiesole zu verwenden. Dabei werden möglicherweise auch schon antike Spolien verbaut worden sein. Zwischen 1025 und 1028 ließ der noch von Kaiser Heinrich II. ernannte Bischof Jakob der Bayer mit dem Bau einer neuen Kathedrale in Fiesole beginnen, die dem Heiligen Romulus gewidmet wurde. Der deutsche Philologe Hans Dütschke (1848–1928) war sich sicher, dass spätestens zu diesem Zeitpunkt Teile des unmittelbar an das Gotteshaus angrenzenden Theaters, darunter das hochwertig ausgestaltete Bühnenhaus, in Sekundärverwendung abgetragen worden sind.

### 12. Jahrhundert
Zumindest die Baureste des Theaters müssen nach dem Ende seiner antiken Nutzung noch bis weit ins Mittelalter sichtbar gewesen sein. So wurde das Gelände der archäologischen Zone von den Einwohnern „Buca delle Fate“ (Feenloch) genannt. In den Ritzen, Spalten und Löchern, welche die Baureste bildeten, wurden die Feen Fiesoles gemutmaßt. Sie standen als Symbole für eine bessere Zeit und hatten sich in die versteckten Gemäuer zurückgezogen, um nicht das Massaker und die Zerstörungen ansehen zu müssen, das die Florentiner nach der zweiten Eroberung Fiesoles im Jahre 1125 anrichteten.

### 13./14. Jahrhundert
Eine erste, kurze Notiz über die Existenz der Thermenanlage von Fiesole datiert aus dem 13. Jahrhundert und wurde von Ricordano Malispini (um 1220 bis um 1290), einem Florentiner Geschichtsschreiber, überliefert. Sie lautet: „… era un bagno chiamato ‚Bagno Regio di Catilina‘ in cui venivano le acque da luni del monte un miglio e mezzo e uscivano da una bocca di leone che parea tutto vivo e naturale.“ (Übersetzung: „… es war ein Bad, das ‚Königliches Bad des Catilina‘ genannt wurde. Das Wasser hierfür kam eineinhalb Meilen von den Berggipfeln herab und sprudelte aus einem Löwenmaul, das vollkommen lebendig und natürlich erschien.“). Faesulum hatte sich 63 v. Chr. am Umsturzversuch des Lucius Sergius Catilina beteiligt. Daran knüpfte die Legende um das Bad an. Im 14. Jahrhundert berichtete der Renaissancedichter Fazio degli Uberti (um 1309 bis um 1367): „… Qui passo a dirti di quel monte come fue ricco di buoni bagni e bei ricetti, di gran condutti e d’uno d’altro …“ (Übersetzung: „An dieser Stelle möchte ich von diesem Berg berichten, der reich an guten Bädern und schönen Wohnstätten war, mit großartigen, verbindenden Wasserleitungen.“). Es ist nicht gesichert, ob diese frühen Hinweise zuverlässig sind, da nicht nachweisbar ist, inwieweit zur damaligen Zeit noch Reste der Therme sichtbar waren, die Autoren also aus eigener Anschauung berichteten oder sich auf mündliche Überlieferungen stützten.

### 18./19. Jahrhundert
Frühe ausführliche Schriften zu den Ausgrabungen stammen vom Ende des 18. Jahrhunderts, als mit der damaligen Altertumsbegeisterung die ersten archäologischen Funde in Fiesole dokumentiert wurden. Nach dem für 1876 von Dütschke verfassten und 1877 veröffentlichten Aufsatz, war der Theaterbau vom Ende des Mittelalters bis zu Beginn des 19. Jahrhunderts vollständig mit Schutt und Erde bedeckt. Auf dem abfallenden Gelände waren Bäume gepflanzt worden und ein Weg führte quer über den oberen Teil der Sitzreihen (Cavea) hinweg. Dabei bezog er nur partiell Strukturen des antiken Bauwerks ein. Im Jahr 1792 kam zufällig die rechte nördliche Ecke der Freitreppe zum römischen Tempel ans Licht. Deren Entdeckung wurde jedoch wenig Beachtung geschenkt, so dass die erhaltenen Strukturen in der Folge Zerstörungen erlitten. Doch immerhin kam die Nachricht von dieser Entdeckung dem preußischen Freiherrn Friedmann Heinrich Christian von Schellersheim (1752–1836; in der italienischen Literatur manchmal auch als Friedrich von Scherlestein genannt) zu Gehör, der 1809 mit Ausgrabungen am römischen Theater von Fiesole begann und bis 1814 blieb.
Bereits zuvor müssen Grabungen stattgefunden haben, da unter anderen die „Augsburgische Ordinari Postzeitung“ 1805 berichtete, dass man in Fiesole ein „schönes Amphitheater“ entdeckt „und schon größtenteils ausgegraben“ habe. Die bereits damals getätigte Annahme von „wenigstens 30.000 Menschen“, die dort Platz gefunden haben, bestätigen moderne Untersuchungen. Es war viel zu häufig eine lukrative, prestigeträchtige und sensationsheischende Gier nach wertvollen Altertümern, die viele frühe Ausgräber antrieb. Daneben kam oft auch eine für die antiken Bauten teils zerstörerische Neugier nach Unentdecktem zum Tragen. Der archäologische Befund als solcher war dann oftmals zweitrangig. In Fiesole änderte sich diese Haltung bei den verantwortlichen Stadtvätern jedoch schon sehr viel früher als an etlichen anderen antiken Stätten. Einige Jahre nach der Abreise von Schellersheim wurde daher beschlossen, die freigelegten Baureste wieder vollständig mit Erde abzudecken, um dem fortwährenden kontinuierlichen Steinraub durch die Bevölkerung Einhalt zu gebieten. So sahen die Anwohner in den freigelegten Mauerreste einen willkommenen Steinbruch. Im Jahre 1815, kurz vor dem Wiederzuschütten des bisher Entdeckten, zeichnete Gaetan Pellucci aus der Florentiner Adelsfamilie der Bini im Auftrag des Architekten Giuseppe Del Rosso (1760–1831) die erste umfassende Karte der archäologischen Ausgrabungen von Fiesole. Zwar ließ Bini einiges an Phantasie in den Plan einfließen, doch gibt er die grundlegenden Konturen der damals bekannten Überreste deutlich wieder. Nachdem das Theater wieder zugeschüttet war, bildete sich sehr schnell erneut ein Weg über die Cavea, den ein Wagen bequem passieren konnte. Lediglich der antike Wasserbehälter, der ungefähr in der Mitte der nordwestlichen Hälfte der Cavea erhalten blieb, ragte in dieser Zeit noch aus der Erde und wurde von den Einwohnern Fiesoles dazu genutzt, die Wäsche zu reinigen. Der deutsche Philologe Friedrich Wieseler (1811–1892) beschäftigte sich in seinem 1851 erschienenen Buch „Theatergebäude und Denkmäler des Bühnenwesens bei den Griechen und Römern“ anhand der damals greifbaren italienischen Literatur rein theoretisch mit der zugeschütteten Spielstätte.
Erst 1870 war das Kapitel der Diözese von Fiesole gezwungen, den Landwirtschaftsbetrieb „Buca delle Fate“ aufzugeben, der in etwa das Gebiet der heutigen archäologischen Zone umfasste, da damals große Teile des kirchlichen Besitzes durch den Staat enteignet wurden. Damit war der Weg für weitere Forschungen frei. Das Gelände wurde im selben Jahr von der Gemeinde Fiesole gekauft. Diese beschloss, sofort weitere Ausgrabungen vorzunehmen. So begannen im September 1873 unter der Leitung des Marchese Carlo Strozzi (1810–1886) im Auftrag der Gemeinde die Arbeiten am Theater, welche bis 1874 andauerten.
Im Jahre 1877 wurde eine Archäologische Kommission mit der Aufgabe gegründet, die Ausgrabungen fortzusetzen und die Erhaltung der aufgefundenen Baudenkmäler zu gewährleisten. Das erste archäologische Museum von Fiesole entstand 1878 im historischen Palazzo Pretorio. Im gleichen Jahr wurde die Bauaufnahme des mit einem Reisestipendium für Italien ausgestatteten deutsche Baumeisters Oskar Delius (1846–1916) im Rahmen der ausführlichen Abhandlung durch Dütschke als Lithographie veröffentlicht. Der Plan, der unter der Notation „ε“ noch den neuzeitlichen Weg über den oberen Teil der Cavea beinhaltet, bezeugt den Stand der damaligen Ausgrabungen und den Zustand vor den Rekonstruktionsarbeiten aus der Sicht eines Architekten.
Im Jahre 1891 wurde mit Ausgrabungen in den römischen Thermen begonnen und bis 1899 fortgesetzt. Die Bäder befanden sich in Blickweite des Theaters. Der erste Spatenstich erfolgte in der Nähe des Frigidariums, wobei sich auch das Praefurnium (Anheizraum) für das Hypokaustum des Caldariums fand. Im Jahr 1895 erfolgte die Restaurierung von drei heute nicht mehr identifizierbaren Mauerzügen, wobei die Archäologische Kommission den Umfang dieser Arbeiten auf fast 300 Kubikmeter schätzte. In der Regel wurde jedoch nur versucht, den ausgegrabenen Bestand zu sichern und zu erhalten, da die aufgedeckten Mauern „ständig sehr starken Zerstörungen ausgesetzt waren“. Die Bevölkerung der Stadt sah die Ruinen immer noch als Steinbruch an. Im Jahre 1896 notiert die Archäologische Kommission weitere Ausgrabungs- und Restaurierungsarbeiten am Caldarium, am Labrum (kleines Kaltwasserbecken), am Tepidarium und an einer Wand der Zisterne. Es darf davon ausgegangen werden, dass die meisten dieser damaligen Arbeiten als Teilrekonstruktionen angesprochen werden müssen. Eingeschränkte Instandhaltungsmaßnahmen wurden in diesem Jahr an einigen Stützmauern sowie im Bereich der Heizanlage getätigt. In einem Artikel, der 1897 in der Zeitschrift „Arte e Storia“ erschien, erinnerte der Künstler und Direktor des Archäologischen Museums, Demostene Macciò (1824–1910), daran, dass es 1896 vor allem darum ging, „das von den Bädern Entdeckte zu konsolidieren und wiederherzustellen … um es vor den Schäden zu sichern, denen es aufgrund der Unbilden der Jahreszeiten ausgesetzt war.“ Im Bericht des darauffolgenden Jahres hieß es dann, dass es umfangreiche Ausgrabungen an den Thermen gegeben habe, die ohne Unterbrechungen vonstattengegangen waren. Zwar wird auch in diesem Bericht wieder eine Fülle von Daten vermittelt, ohne das aus diesen jedoch im Nachhinein eine sichere Lokalisierung der Maßnahmen mehr möglich ist. Klarer wird der Grabungsbericht bei den Beschreibungen der freigelegten Stufenresten zur Piscina des Frigidariums und zum Tepidarium, die eine geometrische Pflasterung aus Marmor besaßen. Noch im selben Jahr beschloss die Archäologische Kommission, die Ausgrabungen am Eingang zu den Bädern fortzusetzen. Der Architekt Alessandro Pettirossi (1636–1706) wollte dort einen römischen Triumphbogen gesehen haben. Es stellte sich jedoch heraus, dass es sich hierbei um einen zur Bühne des Theaters führende Bogen handelte, der auch als seitlicher Stützpfeiler für die Zuschauerränge (Auditoriums) diente. Auch 1898 erfolgten Ausgrabungen in den Thermen.
Es ist fraglich, ob bei den Grabungen für alle Beteiligte immer der Befund und die Funde als Mittel der wissenschaftlichen Aufarbeitung im Vordergrund standen, da bei dem hohen Arbeitsaufwand auch eine Vielzahl an preiswerten, ungelernten Arbeitskräften beschäftigt werden musste. Der Einsatz dieser ungelernten Helfer war Macciò jedoch ein Dorn im Auge und stand im Widerspruch zu seinem 1897 veröffentlichten Plädoyer, dass es „wegen der Schwierigkeit, sie zu beaufsichtigen, nicht möglich ist, eine große Anzahl von Helfern gleichzeitig zu beschäftigen, damit eine sachgemäße Ausführung der Arbeiten erfolgen kann und die geborgenen Funde nicht beschädigt werden oder verlustig gehen“.
Im Jahr 1899, während der Arbeiten an der in diesem Jahr aufgedeckten letzten Piscina, wurde Vandalismus von Seiten Unbekannter festgestellt, bei dem Beschädigungen an den Böden und Wänden des Bades hinterlassen worden waren. Daher forderte die Archäologische Kommission die Gemeinde auf, die Ausgrabungsstätte zu umzäunen. Die Grabungen am Theater waren bereits 1882 beendet worden. Um das Bauwerk für die Öffentlichkeit wieder nutzbar zu machen, fanden 1900 Rekonstruktionsarbeiten statt.

### 20. Jahrhundert
Die Verabschiedung neuer, kompetenzübergreifener Gemeindestatuten im Jahr 1904 führte zu einer anhaltenden Auseinandersetzung zwischen den Mitgliedern der Archäologischen Kommission und der Gemeindeverwaltung. Die Unterschiede betrafen die Verwendung der Erlöse aus den Eintrittsgeldern zu den Ausgrabungen, die am Beginn des 20. Jahrhunderts einen relativ hohen Wert erreichten. Diese Gegensätze führten zu einer langen Unterbrechung der Aktivitäten der Archäologischen Kommission, die nach der Sitzung vom 20. Februar 1905 erst am 20. Februar 1910 wieder zusammenkam. Doch die große Zeit der Kommission war vorüber. Hierzu trugen insbesondere die im ersten Jahrzehnt des 20. Jahrhunderts erlassenen staatlichen Gesetze zum Schutz des Kulturgutes wesentlich bei, da sie die Kompetenz und Autonomie der Archäologischen Kommission verringerte, welche besonders nach der Verabschiedung einer weiteren Gemeindeverordnung im Jahre 1911 stetig an Bedeutung verlor. In den Jahren bis 1923 fanden keine Grabungen mehr an der Therme statt. Nach der Begeisterung und dem reichen Fluss an Geldmitteln in den ersten Jahrzehnten der Forschungen verlangsamten wirtschaftliche Schwierigkeiten alle weiteren Unternehmungen.
In den beiden Jahre 1899 bis 1900 waren die ersten Ausgrabungen am Tempel erfolgt. Der Philologe Luigi Adriano Milani (1854–1914) und der Archäologe Edoardo Galli (1880–1956) untersuchten von 1910 bis 1912 im Rahmen weiterer Ausgrabungen den damals vollständig als etruskisches Werk angesehenen Tempel und konnten sie von 1923 bis 1924 fortsetzen. Verwirrung brachten in internationalen Forscherkreisen teilweise die am Ende von Galli vorgelegten beiden Pläne der Ausgrabungen, da sie nicht mit dem von Agnes Kirsopp Lake (1909–1993) im Jahr 1935 vorgelegten Plan übereinstimmten. Galli interpretierte die aufgedeckten Baureste als die eines dreizelligen Tempels für Jupiter, Juno und Minerva. Er glaubte, in diesem Sakralbau das Capitolium der antiken Stadt erkennen zu können. Mit beiden Überlegungen ging er jedoch fehl.
Im Jahre 1953 wurden die Untersuchungen am großen Tempel durch den Archäologen Guglielmo Maetzke (1915–2008) wiederaufgenommen, 1955 fortgesetzt und bis 1959 abgeschlossen. Unter dem von Milani und Galli freigelegten römischen Laufhorizont des Tempels kamen nun tatsächlich die Reste eines älteren, etruskischen Sakralbaus zu Tage.
Konservierungs- und Restaurierungsarbeiten zum Schutz der Mauersubstanz in den Termen sind durch Korrespondenzen der Stadt Fiesole aus den Jahren 1932, 1945 und 1947 bekannt. Weitere Maßnahmen zur Sicherung des Mauerwerks wurden durch photographische Dokumentationen in den Jahren von 1960 bis 1970 gesichert. Von 1970 bis in die 1980er Jahre wurden Konservierungsarbeiten an den Thermen nur noch sporadisch gemeldet, wobei Dokumentationen zu diesen Arbeiten unterblieben.

## Hauptsächliches Baumaterial
Der Großteil des gesamten antiken Baubestandes in der Archäologischen Zone wurde aus dem lokal anstehenden Pietra Serena, einem gleichmäßig grauen italienischen Sandstein, errichtet. Die Formazione del Macigno del Mugello, aus der dieser Stein stammt, entstand mit der beginnenden Aufwölbung des Apennins – je nach Forschermeinung – im Eo-/Oligozän (1974) beziehungsweise im Oligozän und frühen oder mittleren Miozän (2016) aus sandigen Sedimenten.

## Römisches Theater

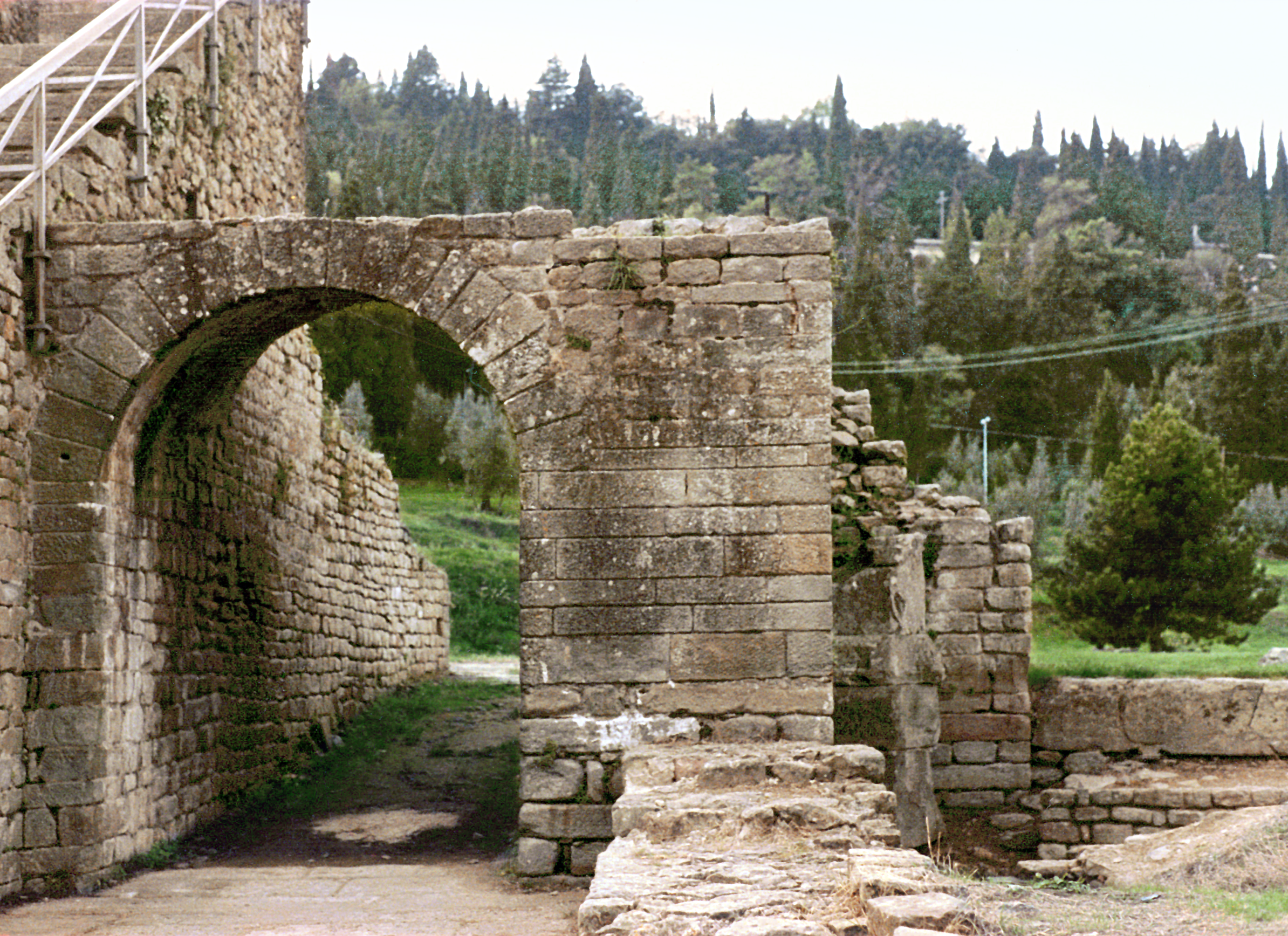
Einer der seitlichen Zugänge zur Orchestra

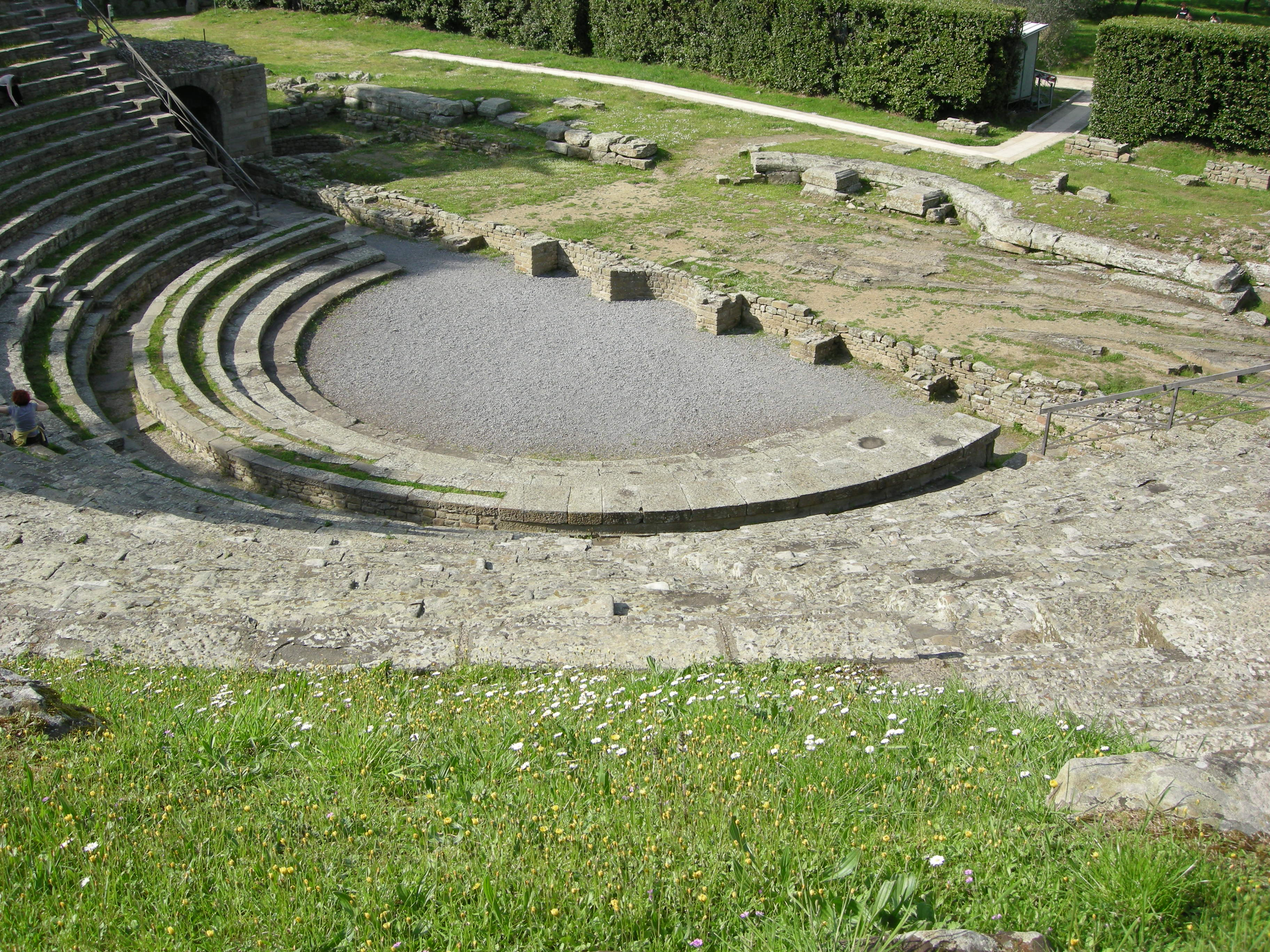
Blick zu den für die Ehrensessel vorgesehenen Stufen vor der Orchestra und den Resten der Theaterbühne

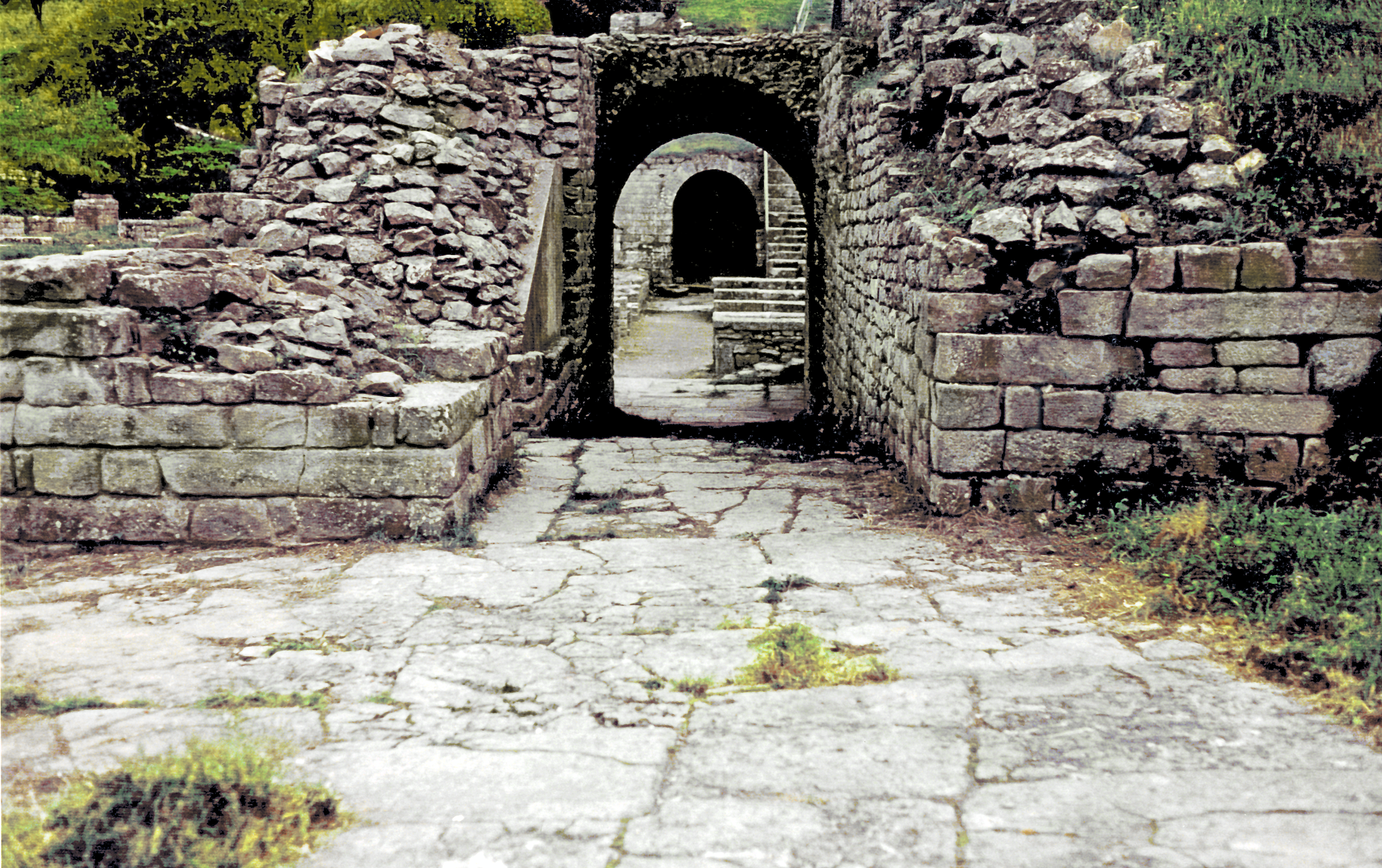
Reste des vor dem Theater angelegten Pflasters.

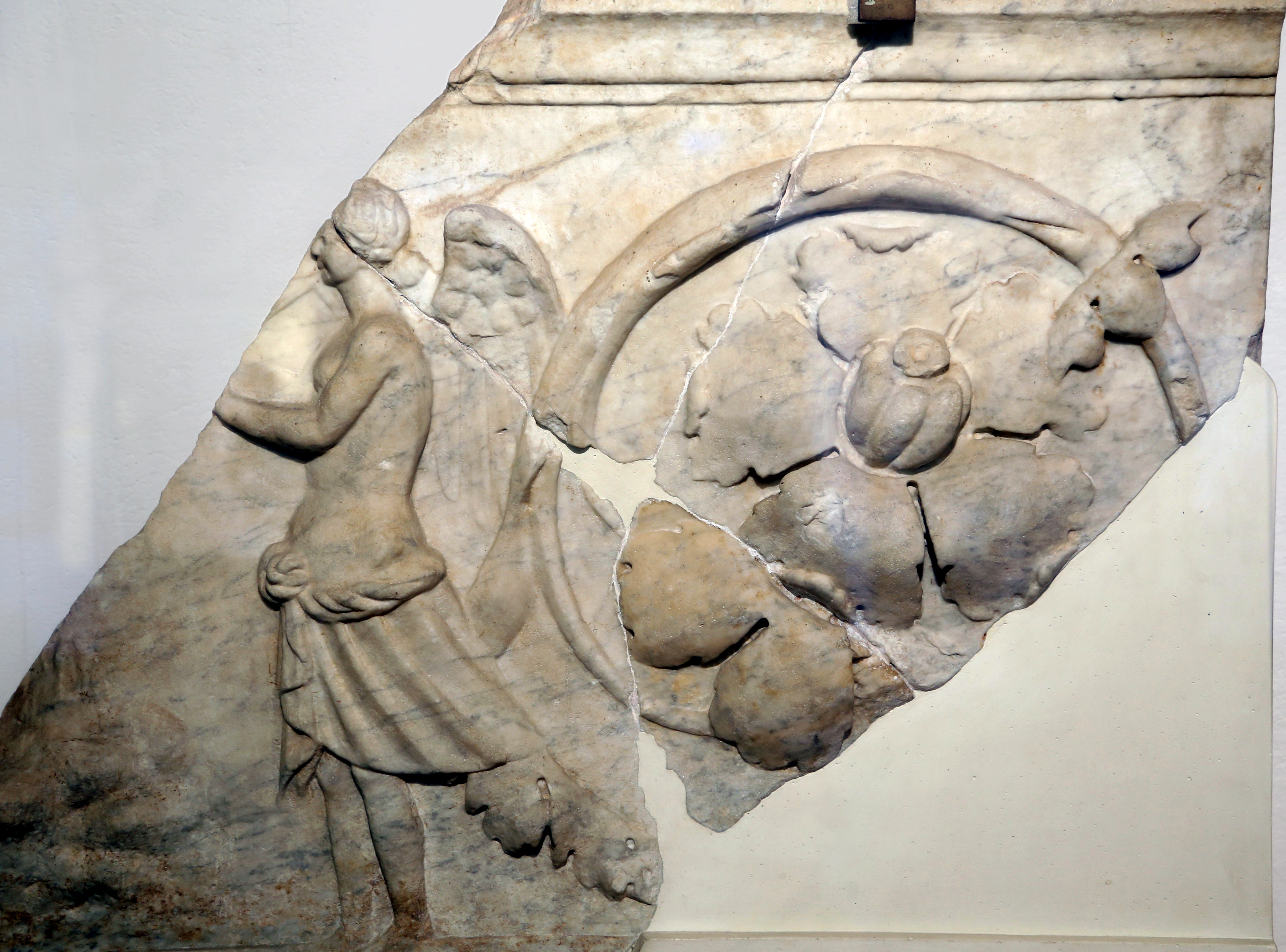
Das im 19. Jahrhundert aufgefundene Marmorfragment eines Fries der Theaterdekoration. Dargestellt ist eine Sirene vor einer Feuerstelle

Der zuletzt rund dreitausend Besucher fassende Bau entstand in einer heute unbekannten Urform vielleicht bereits unter den Ägide Sullas (um 138 v. Chr. bis 78 v. Chr.). Dieser siedelte in Faesulum eine Veteranenkolonie an. Nach einem stratifizierbaren Befund stammen die heute nachweisbaren ältesten Baureste allerdings erst aus der augusteischen Epoche (30 v. Chr. bis 14 n. Chr.). Der Theaterbau in Fiesole gehört damit zu den sehr frühen römischen Theatern.
Die weitgehend aus Pietra Serena errichtete Anlage steht konzeptionell in griechischer Tradition und wurde unter Ausnutzung der natürlichen Hanglage des Geländes teilweise in den anstehenden Fels eingetieft. In dieser Form beschreibt sie einen Halbkreis mit den zur Orchestra absteigenden Sitzstufen des Auditoriums. An den beiden äußeren linken und rechten Randbereichen der Sitzreihen wurden aufgrund des Fehlens eines natürlichen Geländeanstiegs gewölbegestützte Radialmauern errichtet, die den ansonsten unvollständigen Halbkreis ergänzten. Im Gegensatz zum klassischen griechischen Theaterbau schlossen die Sitzreihen unmittelbar mit dem Bühnenhaus ab. Dort bestand eine deutliche Trennung der beiden Baukörper durch die seitlichen Zugänge zur Orchestra, die Parodoi. Diese Zugänge lagen beim römischen Theater unter den äußeren Zuschauerrängen und blieben in Fiesole bis heute erhalten. Der Durchmesser des halbkreisförmigen Zuschauerraums (Cavea) beträgt 67 Meter. Auch die relativ kleine, 22,14 Meter durchmessende Orchestra zeigt den Unterschied zu Griechenland, da im römischen Theaterbetrieb dem Chor weniger Bedeutung beigemessen wurde. Der Bodenbelag der Orchestra bestand in Fiesole einst aus polychromen Marmorplatten und mündete am Proscenium. Die Orchestra wird von vier überbreiten Stufen umrandet, auf denen die Ehrensessel standen. Vom einst hochwertig ausgeführten Bühnenhaus sind nur noch Fundamente erhalten. Ein kleiner Teil der Ausstattung kann in Form von wenigen Resten der Marmordekoration sowie eines fragmentierten Frieses im archäologischen Museum von Fiesole besichtigt werden. Die Theaterbühne (Pulpitum) war durch eine zentrale Rund- und angrenzende Rechtecknischen gegliedert und wurde von einer einfacher Konsolengeison abgeschlossen, wobei die Konsolenreihe in eine fortlaufende Aneinanderreihung von Profilen ohne Zahnschnitt eingebunden wurde. Zudem trat die Konsolenreihe in ihrer Gesamtgliederung nur geringfügig hervor.
Bemerkenswert ist ein rechteckiger Gebäudegrundriss, den Delius auf seinem 1877 erschienenen Plan mit der Notation „v“ bezeichnete und der sich auf einer Terrasse am Scheitelpunkt über der Cavea befindet. Mittels Treppen wurde er an das Theater anschlossen. Möglicherweise bezeichnet diese Stelle den Standort eines Tempels wie er auch am 55 v. Chr. eingeweihten Pompeiustheater in Rom bezeugt ist.
Der Theaterbau wurde mehrfach restauriert und weiter verschönert. Insbesondere die Baumaßnahmen während der Regierung des Kaisers Claudius (10 v. Chr. bis 54 n. Chr.), dessen Zeit stilistisch der Fries auf dem Pulpitum zugeordnet wird, und womöglich unter Septimius Severus (146–211) sind hervorzuheben. Die auf den Severer hindeutenden, nur sehr unsicher lesbaren vier Inschriftenfragmente wurde angeblich auf dem Areal des Theaters entdeckt. Diesen Fundort bezweifelte bereits der deutsche Epigraphiker Eugen Bormann (1842–1917):
[---] Septi[ // ]M[ // ]RO[---]
CIL XI 1571 beschäftigt sich mit einem weiteren stark beschädigten Inschriftenrest aus dem Theater:
Re]gin[ae ---]

[---] Q(uinti) f(ilius) [---]

[---]V[---] / [d(onum)] d(edit)
Auch die weiteren Inschriften aus dem Theater sind fast bis zur Unkenntlichkeit beschädigt.
Der Bereich über dem Auditorium ist heute zerstört, so dass die dahinterliegende, konzentrisch umlaufende Galerie (Krypta) sichtbar wird, die von den Besuchern über vier Vomitorien betreten werden konnte. Es bestehen verschiedene Rekonstruktionsvorschläge, wie diese dem Bühnenhaus gegenüberliegende Galerie nach außen hin gestaltet war. So könnte hier eine repräsentative Portikus gestanden haben. Vier schmale Treppen, die von der Galerie hinabführen, teilen das Auditorium in vier Sektoren.
Das nach den Teilrekonstruktionen des 19. Jahrhunderts wieder rund 2000 Besucher fassende Theater wird in den Sommermonaten für Opernaufführungen und Konzerte genutzt. Daneben gibt es Tanzvorführungen sowie von Wissenschaftlern geführte Vorlesungen zu antiken Autoren und geschichtlichen Abrissen.

## Etruskisch-römischer Podiumstempel

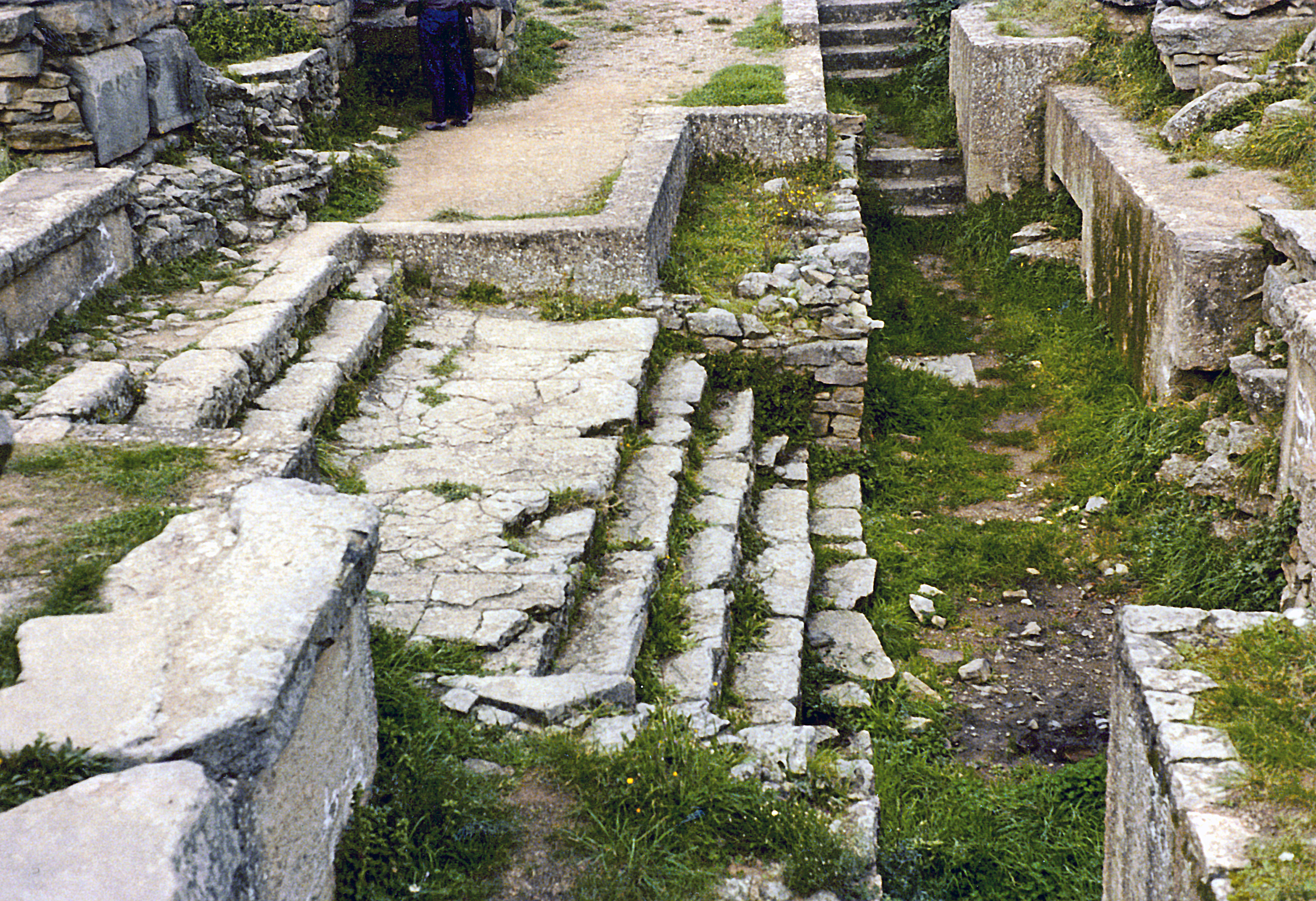
Die 1953 freigelegte Treppenanlage zum Podium des etruskischen Tempel

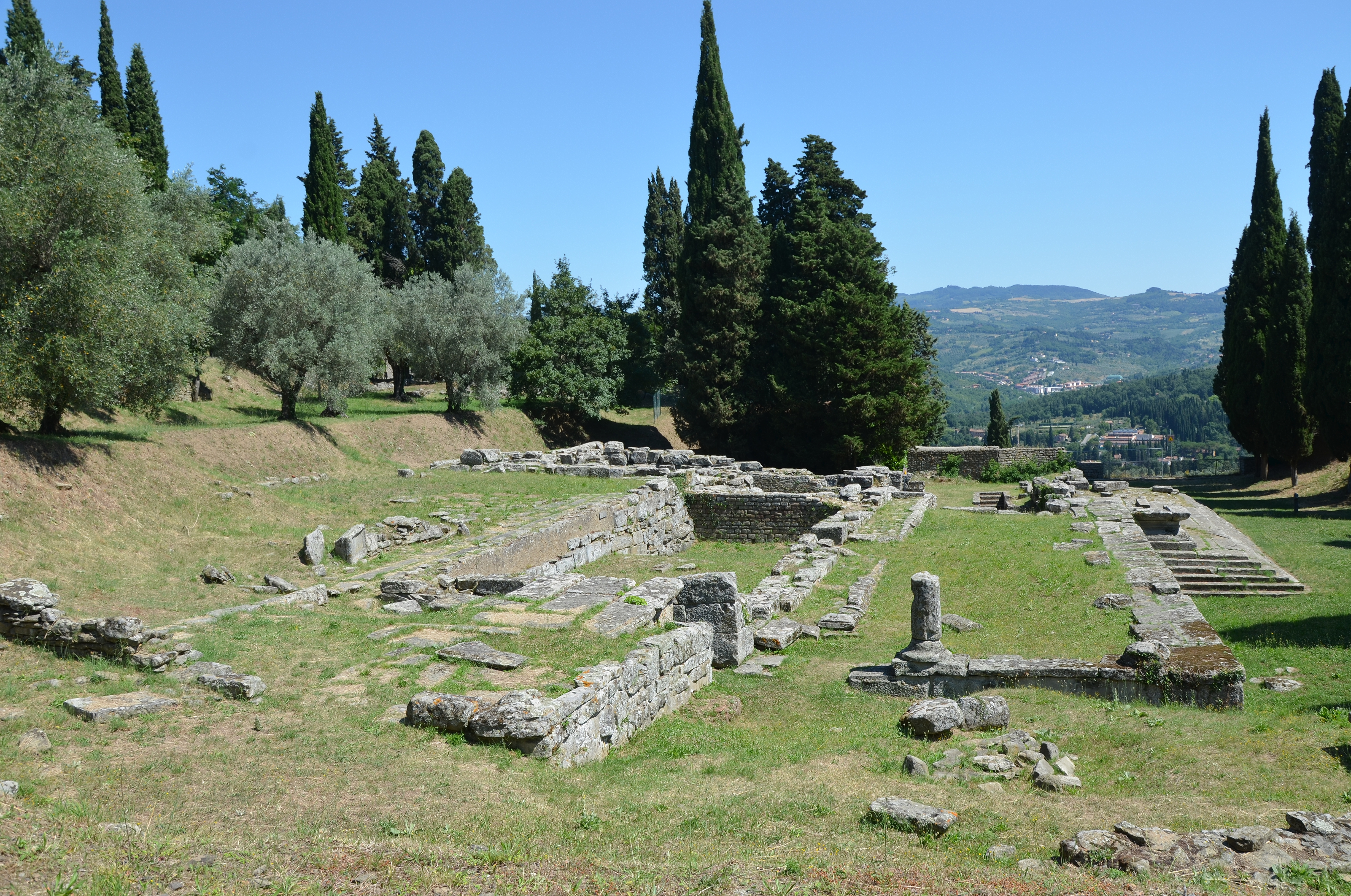
Überblick über die letzte Ausbaustufe während der Zeit des hohen Prinzipats

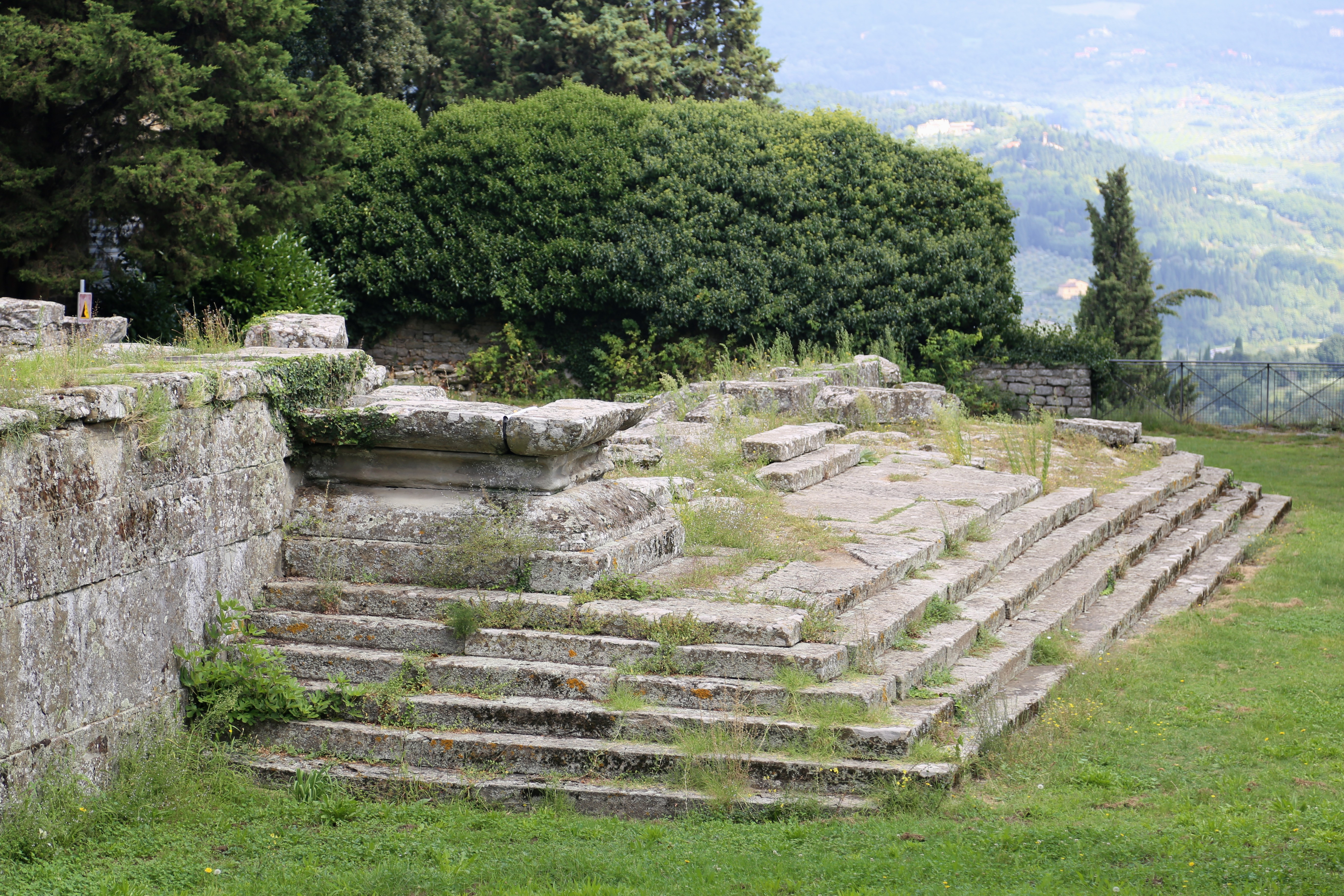
Die repräsentative Freitreppe der letzte Ausbaustufe

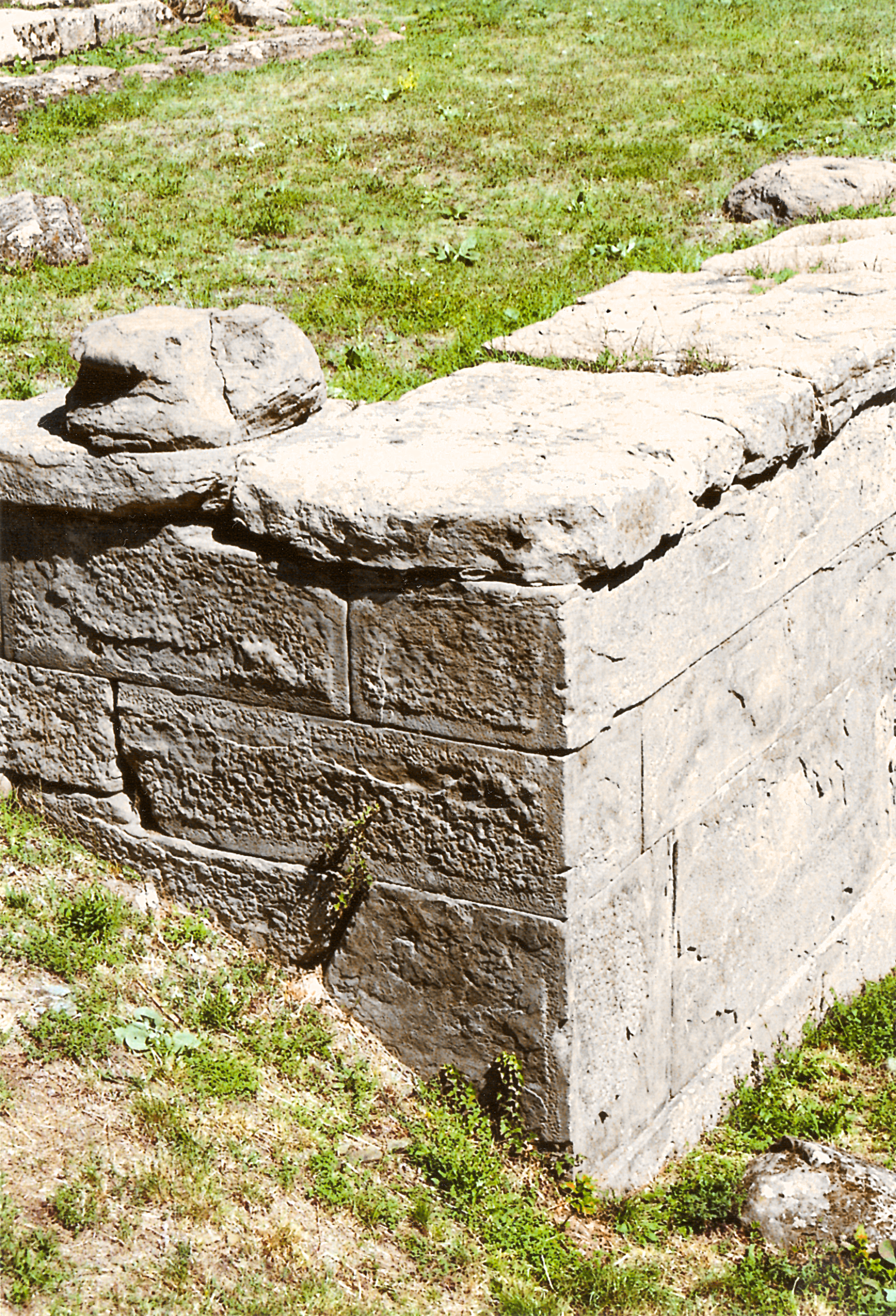
Detail am Podium des römischen Tempels der letzte Ausbaustufe: Rustikamauerwerk mit Randschlag

Der dreizellige römische Tempel mit seiner großzügigen Freitreppe über die das säulenbestandene Podium des Bauwerks bestiegen werden konnte, liegt am nordwestlichen Abhang des Stadtberges von Fiesole und westlich der Ruinen des Theaters.
Die Ausgrabungen des 20. Jahrhunderts erbrachten Baureste eines etruskischen Tempels des 3. Jahrhunderts v. Chr. sowie einen darübergesetzten, wesentlich vergrößerten Neubaus der bereits unter römischer Herrschaft im ersten Jahrhundert v. Chr. entstand. Während des Prinzipats erfolgte der letzte umfassend erweiterte Bau, dessen Überreste heute das Grabungsfeld dominieren.

### Frühe Befunde
Der Ausgräber Maetzke hat sich insbesondere auch für die Zeit vor dem ersten Tempelbau interessiert, um möglichst viel über die gesamte Baugeschichte an diesem Ort in Erfahrung zu bringen. So konnte er vereinzelte Funde der Kupferzeit sowie der Villanovakultur sichern. Keramikfragmente in Verbindung mit Mauerresten bezeugen ein erstes gesichertes etruskisches Bauwerk an diesem Platz, das in die archaische Zeit (ca. 800–500 v. Chr.) datiert. Seine Bestimmung ist unbekannt.

### Etruskischer Tempel
Später entstand zu Beginn des 3. Jahrhunderts v. Chr. der erste als solcher identifizierbare Sakralbau aus Quadermauern. Das ursprünglich aus Griechenland stammende Schema des Antentempels war hier unter anderem um ein Podium erweitert worden. Der auf dem Podium errichtete eigentliche Tempel besaß nur eine einzige, 8,45 × 4,40 Meter umfassende Cella, jedoch zwei Nebenschiffe. Die Gesamtbreite der nach Westen orientierten Rückwand des Tempels, an der die beiden Seitenwände der Cella fast mittig und rechtwinklig anschlossen, betrug 9,95 Meter. Das Bauwerk wurde über einen zentralen, axial orientierten Treppenaufgang erschlossen. Diese Treppe wurde nach den ersten vier Stufen durch ein 5,40 × 1,67 Meter umfassendes Zwischenpodest unterbrochen, das von sechs großen Steinplatten gebildet wurde, die heute in viele Teile zerbrochen sind. Weitere vier Stufen führten anschließend auf den Stylobat des Tempels. Das Zwischenpodest stand 3,40 Meter vor den Säulen der 8,14 Meter tiefen Vorhalle (Pronaos). Das Verhältnis der Cella zur Vorhalle entspricht damit in etwa dem von Vitruv beschriebenen Architekturkonzept etruskischer Tempel. Das aufgehende Mauerwerk des eigentlichen Heiligtums besaß an den beiden Enden der Tempelrückwand je einen rechtwinklig hervorspringenden Mauerflügel (Antae), die bis an die Front des Podiums vorgezogen waren und mit den beiden dazwischen gestellten Säulen (in antis) eine halboffene Vorhalle bildeten. Der Abstand der beiden Mauerflügel zu den Längswänden der Cella betrug 2,82 und 2,73 Meter und war damit fast identisch. Vitruv (IV, 8,5) berichtet zu diesem Gebäudetypus: „Wo Antae in den Pronaos hineinragen, stehen manchmal zwei Säulen in einer Linie mit jeder der Cellawände und bilden so eine Kombination aus toskanischen und griechischen Gebäuden“ (tuscanicorum et graecorum operum communis ratiocinatio).
Die einzelligen Podiumstempel etruskischer Form gehen möglicherweise auf italische, wohl stadtrömische Vorbilder zurück, da in älterer Zeit diese Bauweise im etruskischen Kernland unbekannt war. Zahlreiche Reste der architektonischen Dekoration konnten geborgen werden, wovon einige für eine Restaurierung im 2. Jahrhundert v. Chr. sprechen. Neben diesen Werkstücken fanden sich auch Hinweise auf Votivgaben. Dazu gehören Statuetten aus Bronze und Terrakotta, anatomische Votivgaben, eine Eule sowie Münzen, darunter ein altrömischer Semis der in die Jahre 89/88 v. Chr. datiert. Der eigentliche Altar des Sakralbaus stand nicht in der Cella, sondern ebenerdig vor dem Treppenaufgang. Die Römer haben diesen Alter nicht entfernt, sondern in situ behalten und einfach überbaut. Er wurde von den Archäologen unter den vorderen Stufen des römischen Heiligtums entdeckt.
Im Gegensatz zu der Feststellung des Archäologen Maetzke, dem der schwedische Archäologe Anders Andrén folgte, kam der Archäologe Ferdinando Castagnoli (1917–1988) im Jahre 1967 zu dem Schluss, dass der in der Archäologischen Zone gelegene Tempel mit Alae nicht älter als die dreizelligen Kultstätten sein könne und damit auch keine Schlüsselposition innerhalb der Entwicklung der toskanischen Tempel einnehme. Der Tempel von Fiesole sei demnach kein Prototyp, da auch andere, vergleichbare Heiligtümer einen ähnlichen Aufbau besaßen. Castagnoli folgte bei den toskanischen Sakralbauten mit Alae den Rekonstruktionsvorschlägen des deutschen Archäologen Theodor Wiegand (1864–1936) oder konnte sich ähnliche Variationen vorstellen.

### Römische Tempelbauten
Der nächste Sakralbau an diesem Platz entstand unter dem römischen Diktator Sulla (um 138–78 v. Chr.). Damals wurde das Konzept des ursprünglichen Tempels in seiner Konstruktionsweise in großen Teilen unverändert beibehalten. Der römische Neubau folgte somit in vergrößerter Form weitgehend dem Plan des etruskischen Heiligtums. Das Podium wurde erhöht und verbreitert. Damit war auch die Anlage eine neue Treppenanlage nötig, die eine steinerne Wandung aus Bossenwerk in Form von Kissenquadern besaß und zu der neuen Portikus hinaufführte. Wie der etruskische Tempel besaß auch die römische Neuinterpretation nur eine Cella. Der Grabungsbefund verdeutlicht im Westen eine 17,50 Meter lang hangwärts gerichtete Tempelrückwand. An den beiden Enden dieses rückwärtigen Mauerzuges springt je eine seitliche Flankenwand rechtwinklig nach vorne. Zwischen diesen beiden äußeren Wandungen des Heiligtums befinden sich im Gebäudeinneren zwei ebenfalls im rechten Winkel angeordnete Mauerzüge die parallel zu den Außenwänden verlaufen. Diese beiden inneren Mauern unterteilen die Nutzflächen in einen breiten, mittig gelegenen Innenteil sowie zwei schmale links und rechts davon angeordnete äußere Raumfluchten. Während die in der Mitte gelegene Cella an ihrer östlichen Front eine abschließende Mauerflucht besaß, konnte eine solche vor den beiden Seitenbereichen nicht nachgewiesen werden. Somit dürfen die äußeren, südlich und nördlich orientierten Tempelwände mit großer Wahrscheinlichkeit als offene Flügelmauern (Alae) interpretiert werden. Vor der Cella legte Galli zwei unregelmäßige Fundamente frei, die als Basen für zwei, den Pronaos tragenden Säulen angesehen werden können. Möglicherweise besaß dieser Neubau bei der nachgewiesenen Breite eine von insgesamt vier Säulen dominierte Vorhalle (Tetrastil).
In der hohen Zeit des Prinzipats wurde das Niveau des Tempels erneut angehoben, wobei die heute sichtbare große Freitreppe mit dem breiten Pronaus. Der römische Tempel war möglicherweise nicht das Hauptheiligtum der Veteranenkolonie Faesulum. Eine in Fiesole geborgene lateinische Inschrift bezieht sich auf ein Capitolium und die dort verehrten drei Gottheiten: Jupiter, Juno und Minerva. Deren Sakralbau befand sich wahrscheinlich auf oder bei dem späteren römischen Forum. Leider wurde dieses Forum und damit das Kapitol bis heute nicht entdeckt.

## Römische Thermen

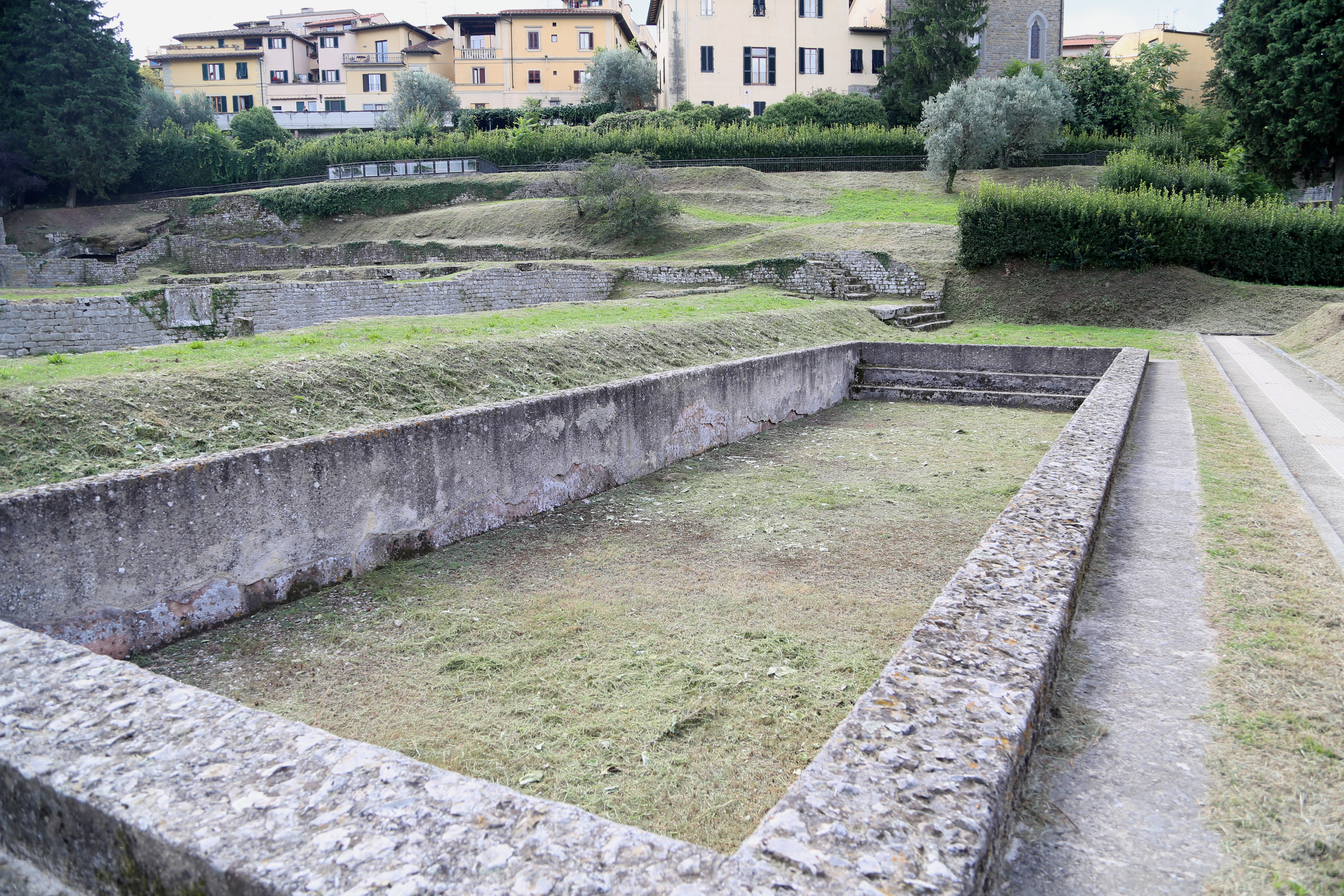
Das den Thermen vorgelagerte Kaltwasserbecken. Im Hintergrund sind die Treppen zur höher gelegenen Palaestra zu sehen.

Über das Alter der Thermen wird wissenschaftlich diskutiert, wobei sich alle Meinungen auf eine Gründung aus dem 1. Jahrhundert v. Chr. festlegen. Nach den Untersuchungen Gallis legte sich dieser bereits 1914 auf diese Zeitstellung fest. Der Thermenkomplex wurde nahe dem Theater errichtet. Er befindet sich auf einem Plateau im zum Fluss Mugnone abfallenden Gelände am Oberhang des Stadtberges von Fiesole. Die Anlage ist in ihrer Gesamtausdehnung fast rechteckig konzipiert und grenzt im Norden an die etruskischen Stadtmauer, im Osten und Südosten an den Stadtberg und die Piazza del Mercato Nuovo, im Süden gleichfalls an den zur Altstadt hinaufführenden Hang und im Westen an das Grundstück neben der Außenfassade (Postscaenium) des Theaters. Die Grundrissabmessungen der gesamten Anlage betragen rund 75 Meter entlang der Ost-West-Achse und 53 Meter entlang der Nord-Süd-Achse. Noch immer gibt es viele Zweifel bei der Identifizierung einzelner Räume und kleinerer sichtbarer Strukturen. So gibt es keinerlei Baureste oder andere Hinweise, die deutlich machen, welche Bereiche des Bades überdacht waren und welche nicht. So bleibt zwar die Dachgestaltung unsicher, doch weist die Höhe der drei Bögen im Frigidarium auf eine nicht unerhebliche Gesamthöhe des Bauwerks hin. In Analogie zu anderen Bädern der gleichen Zeitstellung oder mit ähnlichen Raumaufteilungen scheint es wahrscheinlich, dass die Therme in Fiesole mit Tonnengewölben und Deckenöffnungen für den Lichteinfall überdacht waren. Wie die Archäologin Elizabeth Shepherd 1989 mit Blick auf Befunde aus den
römischen Thermen unter der Piazza della Signoria in Florenz feststellte, fanden sich bei den im späten 19. Jahrhundert durchgeführten Ausgrabungen im Caldarium von Fiesole unter anderem fünf Eisenstäbe, deren Enden haken- beziehungsweise winkelförmig geschmiedet waren. Dies könnte auf ein abgehängtes Ziegelgewölbe hindeuten, bei dem die Eisenstäbe als Verbindungselemente zwischen der eigentlichen Dach- oder Deckenkonstruktion eingesetzt wurden.
Die Ruine des Badehauses von Fiesole gibt die zwischen den einzelnen Räumen herrschende Systematik bis heute nicht eindeutig preis. Da sich keinerlei Spuren eines separaten Frauenbades fanden, muss davon ausgegangen werden, dass die Haupträume singulär waren und damit von beiderlei Geschlecht genutzt wurden. Dementgegen konnten die Zugänge zum Bad sowie die Umkleideräume separiert werden. Das Bad besaß zudem mit Sicherheit eine aufwendige und reiche Ausstattung. Bei den Grabungen konnten allerdings nur noch wenige Reste dieser Wand- und Bodendekorationen nachgewiesen werden.

### Baumaterial
Der gesamte Thermenkomplex wurde zu einem großen Prozentsatz aus dem lokal anstehenden Pietra Serena errichtet. Dieser Stein fand bei diesen Baumaßnahmen in den unterschiedlichsten Abmessungen Verwendung und wurde mit Mörteln auf Kalkbasis verbunden. In untergeordnetem Maße wurden auch Ziegel eingesetzt. Letztere wurden beim Bau der Suspensura und den Öfen verwendet, wobei heute nur noch ein sehr geringer Teil der Ziegel als Originale angesehen werden kann. Zudem wurden einige Wände mit Ziegelmaterial ausgemauert. Terrakottafragmente, deren Zusammensetzung von fein bis grob reichen, kamen manchmal als Zuschlagsstoffe für den Kalkmörtel zum Einsatz. Zudem finden sich Terrakottaplatten als Grundlage zum Aufbau der Suspensura im Warmbad (Caldarium).

### Wasserversorgung
Jede Therme erforderte für ihren Betrieb eine reichhaltige und kontinuierliche Wasserversorgung. Das Wasser der Therme von Fiesole stammte wahrscheinlich aus den rund vier Kilometer entfernten Quellen von Montereggi, die nordöstlich der Stadt liegen. Hierauf weist die archäologische Befundaufnahme hin, bei der Reste von Rohrleitungen und Zuleitungen festgestellt wurden. Die Hauptrohrleitungen selbst unterquerten dabei die antiken Stadt in ostwestlicher Richtung.

### Außenbereich
Nach Galli wurde das westlichste der Schwimmbecken, das dort mittig vor der Schmalseite der Thermen errichtet wurde, erst während der Regierungszeit des Kaisers Hadrian (117–138) hinzugefügt. Dieses bereits außerhalb der eigentlichen Thermen angelegte, unbeheizte rechteckige Becken besitzt eine maximale Ausdehnung von 19,80 × 6,40 Metern. Es lag unterhalb eines sich fast über die gesamte westliche Front der Bäder entlangziehenden Kryptoportikus, der von zwei parallel verlaufenden Wänden begrenzt wurde. Dieser Portikus und die dahinter liegende Badeanlage wurde über zwei westöstlich orientierte steinerne Treppenhäuser erschlossen, die den Portikus im Norden und Süden abschlossen und die Hauptzugänge zum Thermenkomplex bildeten.

### Palaestra

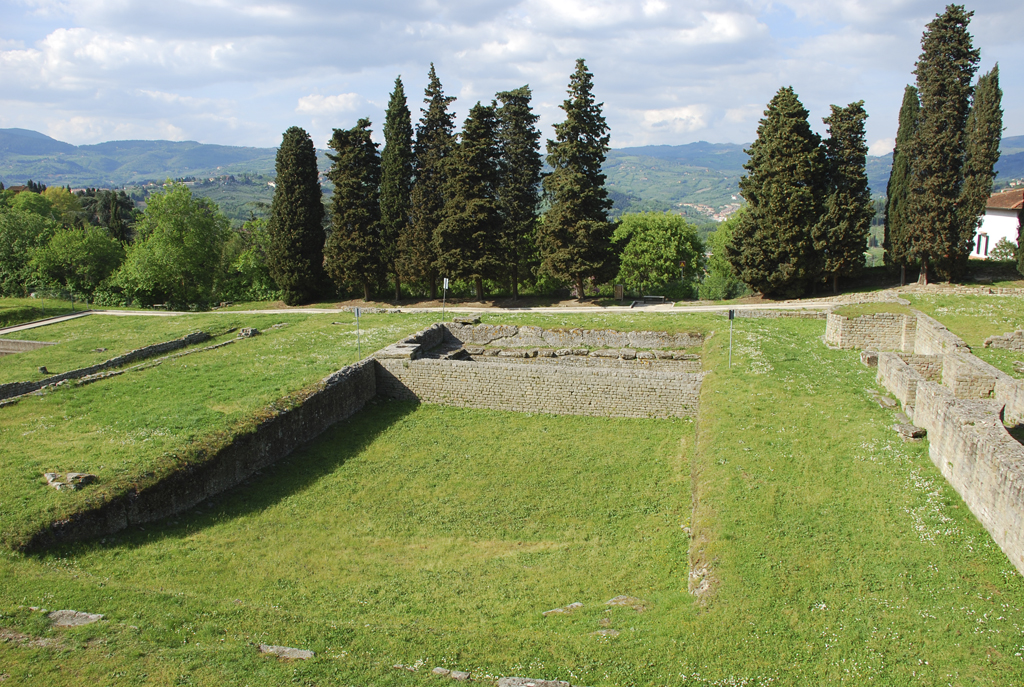
Die Palaestra mit dem Kaltwasserbecken vorne und der anschließenden Zisterne. Links ist noch ein Teil der Kryptoportikus zu erkennen; rechts ist die Ostwand des einst überdachten Thermenbereichs zu sehen

Durch die beiden Treppenhäuser konnte das rund 1,60 Meter höhergelegene, eigentliche Bäderareal erreicht werden. Östlich des Kryptoportikus sind zwei weitere Becken im Bereich der für römische Badeanlagen typischen Palaestra erhalten. Diese werden an der Nord- und Südseite durch zwei lange Korridore begrenzt. Das kleinere, nördlich gelegene rechteckige Becken wird als 10,40 × 14,60 Meter umfassende Zisterne angesprochen, die rund zwei Meter tief war. Die Zisterne wurde mit Blöcken und Platten aus Pietra Serena errichtet. An der Nord- und Westseite blieben an den Rändern große waagrecht liegende Platten aus Pietra Serena erhalten, die ein Stärke zwischen 0,30 und 0,40 Metern besitzen. Diese Platten sind heute an der Oberfläche stark von Wind und Wetter erodiert. An den Enden der Westseite befinden sich zwei weitere Platten, die eine durchschnittlich Größe von 1,40 × 1,50 × 0,30 Meterbesitzen. In diese beiden Platten wurde je ein zentrales Loch gebohrt, das je zwei rund 1,90 Meter tiefe Schächte abdeckt. Das unmittelbar angrenzende Kaltwasserbecken besitzt eine Größe von 20,80 × 12,80 Meter bei einer durchschnittlichen Tiefe von drei Metern. Das Mauerwerk dieses Becken ist mit durchschnittlich 0,30 × 0,20 × 0,10 Meter großen Blöcken und mit Platten aus Pietra Serena an den Längsseiten versehen und war für Schwimmer konzipiert.
Fünf Stützpfeiler, die der etruskischen Stadtmauer vorgelagert sind und ganz offensichtlich zur Badeanlage gehören, haben sich an der nördlichen Längsseite des Nordkorridors erhalten. Der Archäologe Alfredo de Agostino (1897–1976) nahm an, dass sich dort das Ephebeum beziehungsweise das Apodyterium, der Umkleideraum für die auf der Palaestra Sport treibende Bevölkerung befand.
Den östlichen Abschluss der Palaestra bilden die einst überdachten, teils beheizbaren Baderäume. Am Ostende des südlichen Korridors sowie mittig an der durch unregelmäßig hervorspringendes Mauerwerk gegliederten Ostwand der Palaestra blieben zwei Zugänge zu diesem Thermenbereich erhalten. Maria Lombardi sah 1941 den Zugang an der Ostwand als Haupteingang an. Der unmittelbar links hinter diesem Eingang gelegene kleine rechteckige Raum wurde von den meisten Wissenschaftlern in der Vergangenheit wenn auch mit Vorsicht, als Apodyterium bezeichnet.

### Tepidarium

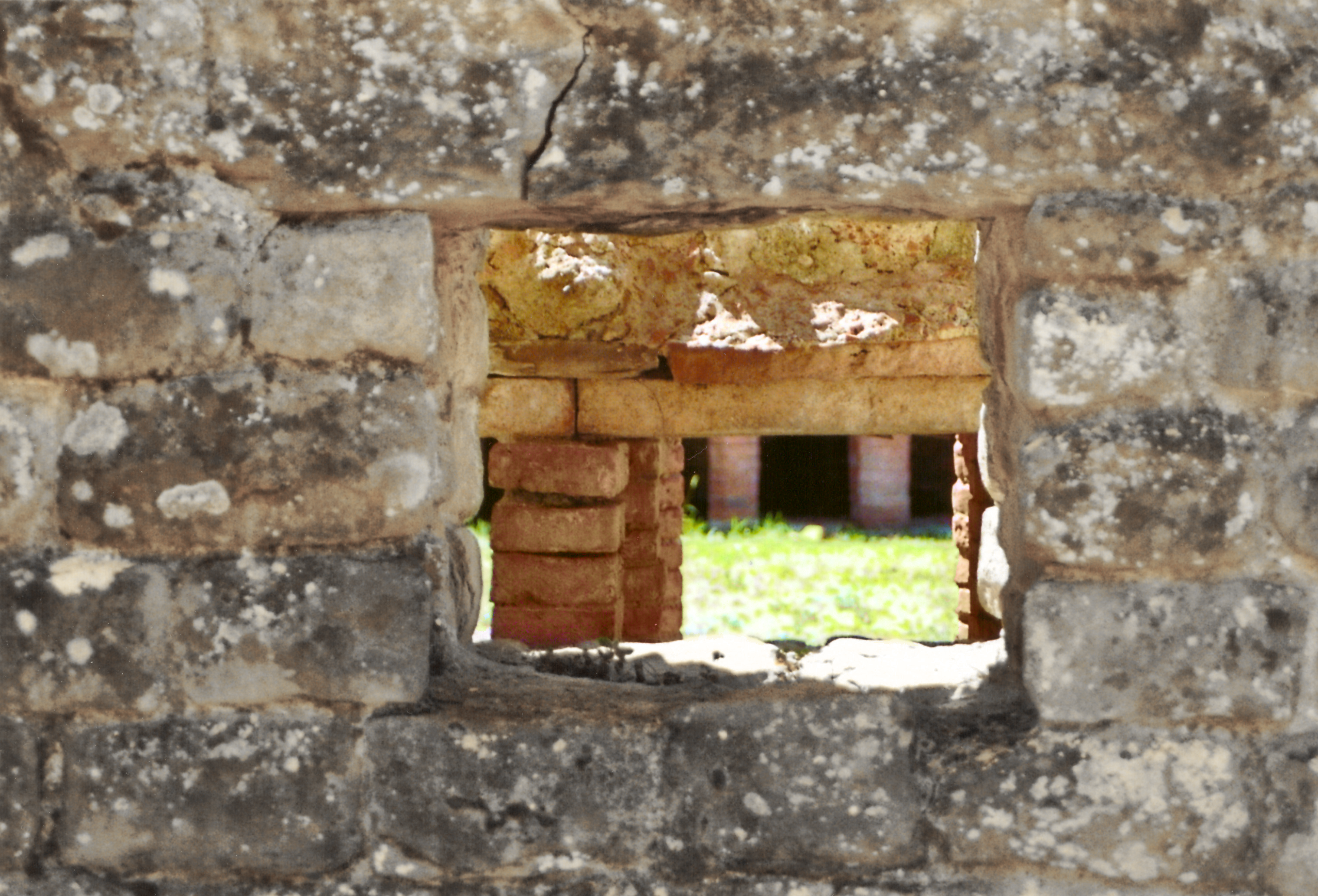
Ein Wärmeaustausch zwischen Caldarium und Tepidarium erfolgte durch kleine, rechteckige Wanddurchlässe, von denen zwei erhalten blieben

Am möglichen Apodyterium vorbei führten Treppen vom Eingang an der Palaestra aufwärts in das Laubad, (Tepidarium). Gegenüber dem möglichen Apodyterium lag ein weiterer nicht sehr geräumiger Raum, dessen Nutzung schwer zu interpretieren ist. Auch dies könnte eine Umkleide gewesen sein. Die Stufen der genannten Treppen konnten von den Archäologen lediglich noch anhand von Spuren an den begrenzenden Wänden rekonstruiert werden. Da im Tepidarium keinerlei Reste der Suspensura erhalten geblieben ist, wird deutlich, dass der antike Laufhorizont sicherlich um mehr als einen Meter höher gewesen sein muss und damit einen ebenerdigen Zugang zum südlich angrenzenden Warmbad ermöglichte. Da das aufgehenden Mauerwerk während der Ausgrabungen nur einen geringen Erhaltungszustand aufwies, konnte der ursprünglich vorhandene Zugang zwischen Tepidarium und Caldarium nicht nachgewiesen werden. Mittels zwei kleiner, rechteckiger Öffnungen in der Südwand auf Höhe der Suspensura fand ein Wärmeaustausch zwischen Caldarium und Tepidarium statt. Möglicherweise konnte das Laubad aber auch durch einen eigenen Ofen beheizt werden, wie er sich noch auf der Ostseite des Raumes andeutet. Für die Wissenschaftler bestehen jedoch Zweifel, ob die heute teilrekonstruierten Baureste dieser Struktur tatsächlich in dieser Weise gedeutet werden können.

### Caldarium

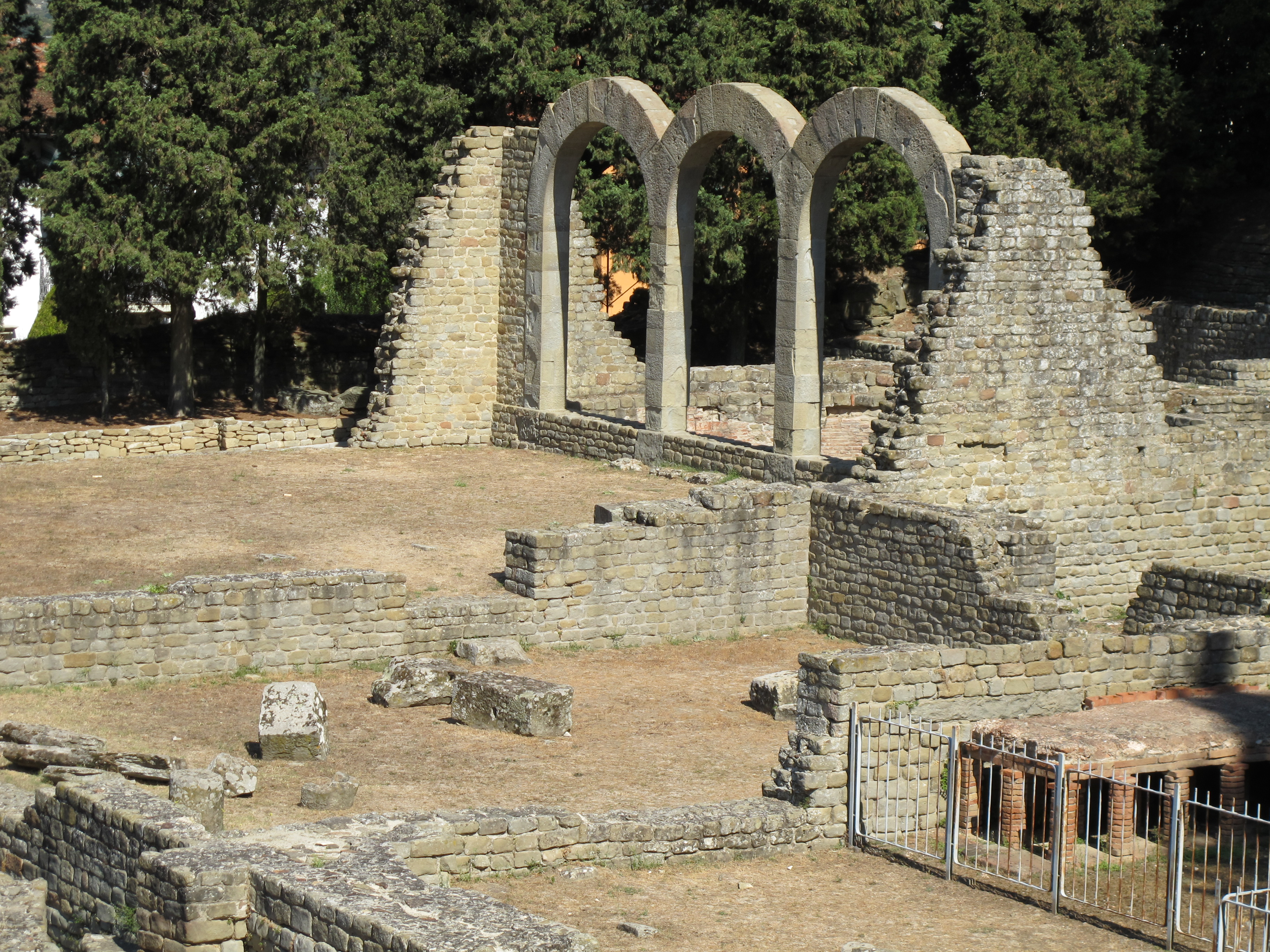
Blick vom Caldarium mit der Fußbodenheizung über das Tepidarium zu den drei Rundbögen des Frigidariums

Im Gegensatz zum Tepidarium blieb im Caldarium ein kleiner Teil der zur Hypokaustanlage gehörenden, rund 0,65 Meter hohen Suspensura erhalten, die auf einem Untergrund aus Terrakottafliesen ruht. Neben den auf diesen Fliesen, rund 0,43 Meter voneinander entfernt errichteten oktagonalen Ziegelständern, die den aus feuerfestem Mörtel gesetzten Fußboden tragen, konnten die Wissenschaftler noch die an den aufgehenden Wänden befestigten Hohlziegel (Tubuli) nachweisen. Diese für klassische römische Warmluftheizungen typischen Hohlziegel besaßen einen rechteckigen Querschnitt und ließen die Wärme auch auf allen Wandflächen zirkulieren. Der heutige teilrekonstruierte Zustand ist dem Originalbefund nachempfunden. Daher stammen nur noch einige sichtbare Bauelemente tatsächlich aus römischer Zeit. Neben dem rechteckigen Raum, der einen Ziegelboden aus 0,60 × 0,60 × 0,04 Meter großen zweifüßigen Suspensura-Deckplatten (Bipedales) besaß, gab es in einer nördlich angebauten Nische ein Heißwasserbecken das einen Halbkreis umschrieb. Ein zweites Becken hat an der Ostseite existiert. Der archäologische Befund trennt dort ein weiteres, langrechteckiges Becken vom Hauptraum ab. Während sich der englische Architekturhistoriker Geoffrey Scott (1895), Galli (1913?) und Lombardi (1941) einig waren, dort ein Tauchbecken zu erkennen, will de Agostino 1973 in dem Befund ein Dampfschwitzbad (Laconicum) gesehen haben. An der diesem Becken gegenüberliegenden Westseite des Raumes befindet sich eine leicht abgerundete apsidale Mauerausbuchtung, die zu einem weiteren beheizten Badebereich gehörte. Möglicherweise kann dort eine nicht erhalten gebliebene Warmwasserwanne (Labrum) verortet werden. Auch dieser Raumbereich war mit einer Suspensura ausgestattet, doch wurde diese lediglich über eine kleine Wandöffnung mit heißer Luft aus dem Hauptraum des Caldariums gespeist. Daher konnten die Temperaturen in dem mutmaßlichen Labrum nicht ganz so hoch gewesen sein, wie in den direkt mit Heißluft angesteuerten Raumteilen. Die drei genannten Nebenbereiche im Osten, Westen und Süden des Caldariums sowie der Hauptraum selbst, wiesen bei der Ausgrabung allesamt den gleichen Terrakotta-Boden auf. Auch die Reste der Suspensura hielten hier das Bodenniveau. Die Tatsache, dass in der Therme von Fiesole keine Spuren eines Schwitzbads (Sudatorium) gefunden wurden, könnte die enge Verwandtschaft mit den ältesten römischen Bautypen dieses Genres bestätigen, in denen sich die einfachste Form einer römischen Badeanlage mit ihrer ursprünglichen Zusammensetzung findet. An der Südwestseite, unmittelbar neben der Apsis des Heißwasserbeckens, befindet sich ein weiterer rechteckiger Raum, der ursprünglich durch den an der Palaestra vorbeiführenden Südkorridor erreicht werden konnte und nach Ansicht von Lombardi (1941) und De Agostino (1973) wohl als Heizanlage (Praefurnium) mit den Warmwasserkesseln (Vasa) gedient hat. Am Ostende des genannten Korridors befindet sich der Zugang zu diesem möglichen Praefurnium. Dessen östliche Wand lehnt sich an den unmittelbar dahinter ansteigenden Stadthügel an und schließt rechtwinklig mit der Rückwand des Caldariums ab. Von dieser Wand blieben nur wenige Steinreihen erhalten. Zum Bad hin besitzt der Raum einen Rundbogen aus radial gehauenen Quadern und Ziegelsteinen. Im Bogen selber sowie rechts und links neben dem Bogen innerhalb des möglichen Praefurniums sind Reste von Wandungen beziehungsweise Wangenmauern erkennbar. Diese Wangenmauern könnten als Sockel für eine Kesselanlage gedient haben, mit deren Hilfe die Heißluft erzeugt wurde, die das unmittelbar angrenzende kleine halbrunde Heißwasserbecken im Caldariums erwärmte. An der östlichen Außenmauer des Caldariums blieben zwei weitere Anheizplätze erhalten. Das dortige Praefurnium diente als Hauptwärmequelle für das Warmbad. Heute sind dort zwei runde, teilrekonstruierte Öfen erkennbar, deren aufgehendes Mauerwerk aus quadratischen Ziegelplatten (20 × 20 × 3 Zentimeter) gesetzt wurde. Diese Öfen waren Teil der Kesselanlage. Zwischen beiden Öfen befindet sich ein weiterer Rundbogen, durch den die Heißluft in die Suspensura des Caldariums treten konnte. Zwischen den Öfen und dem ansteigenden Stadthügel wurden Reste einer rückwärtigen Wand des Praefurniums untersucht. Die Notwendigkeit, den Bereich um die Öfen herum weitgehend einzugrenzen, um unnötige Wärmeverluste zu vermeiden, war bekannt und ist bei vielen römischen Thermen noch nachweisbar. Zur Kesselanlage gehörten neben den Öfen auch große zylindrische Wassertanks, die in Fiesole mit Bleiplatten verkleidet waren. Die römischen Ingenieure schrieben bis zu drei hintereinander geschaltete Wasserbehälter vor, die mit Rohrleitungen untereinander verbunden waren. Einer dieser Tanks, der noch rund sechs Doppelzentner wiegt und Reste der aus Blei gefertigten Rohrleitungen aufweist, ist heute im Archäologischen Museum von Fiesole zu besichtigen.

Befunde im Caldarium
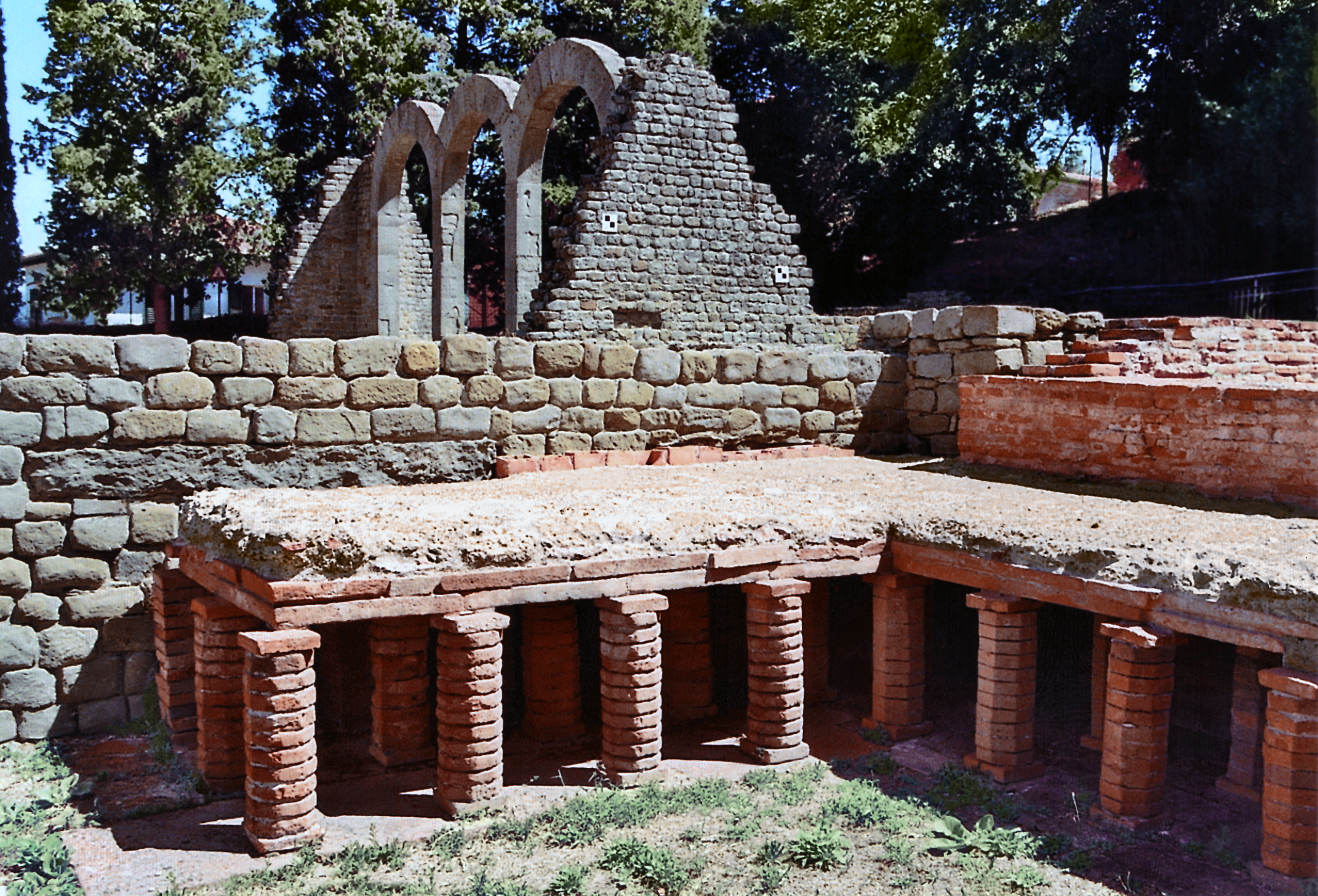
Blick auf die teilrekonstruierte Suspensura und die Bögen des dahinter liegenden Frigidariums
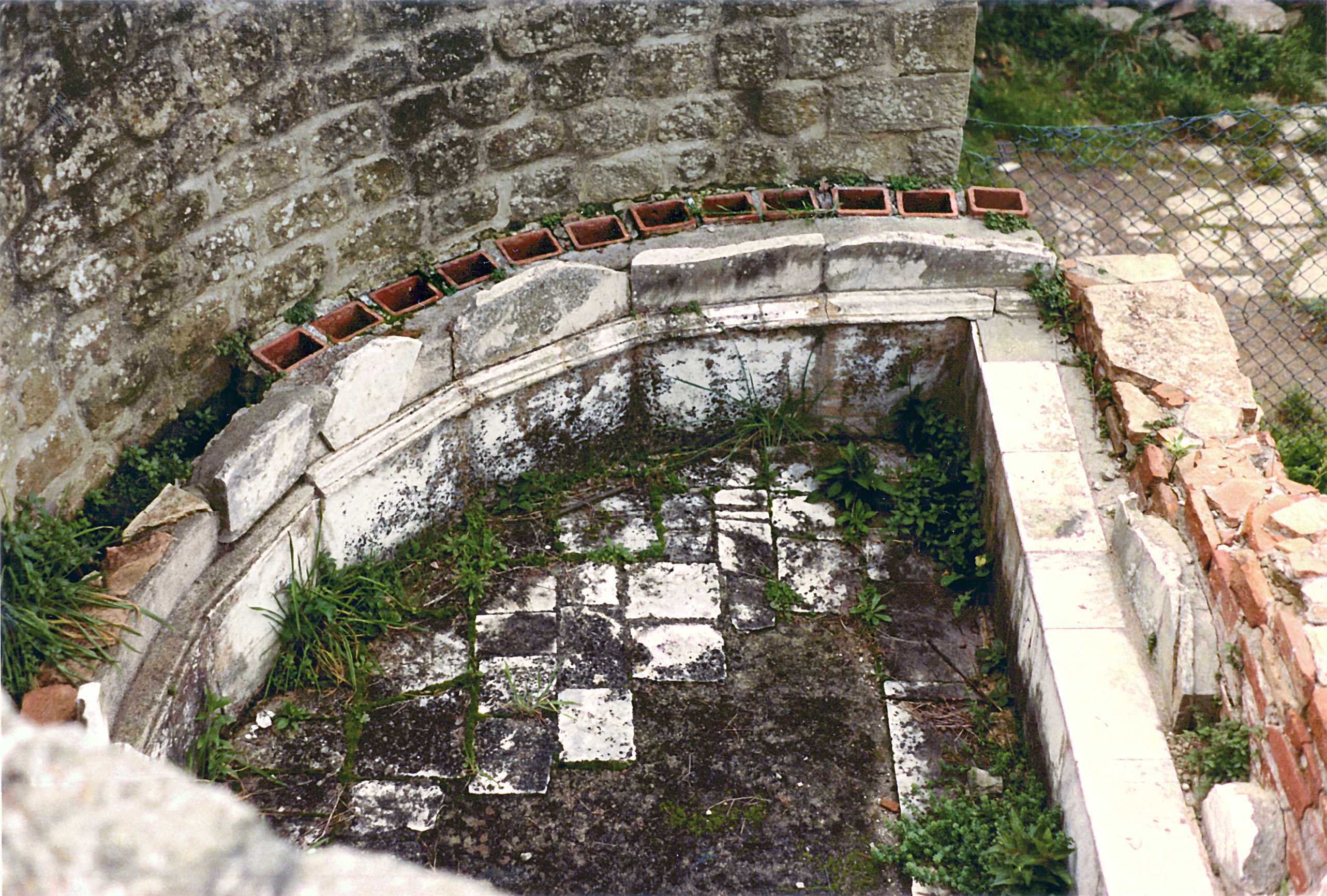
Das mit Marmor verkleidete Heißwasserbecken. Die Wände wurden zusätzlich durch Tubuli erwärmt
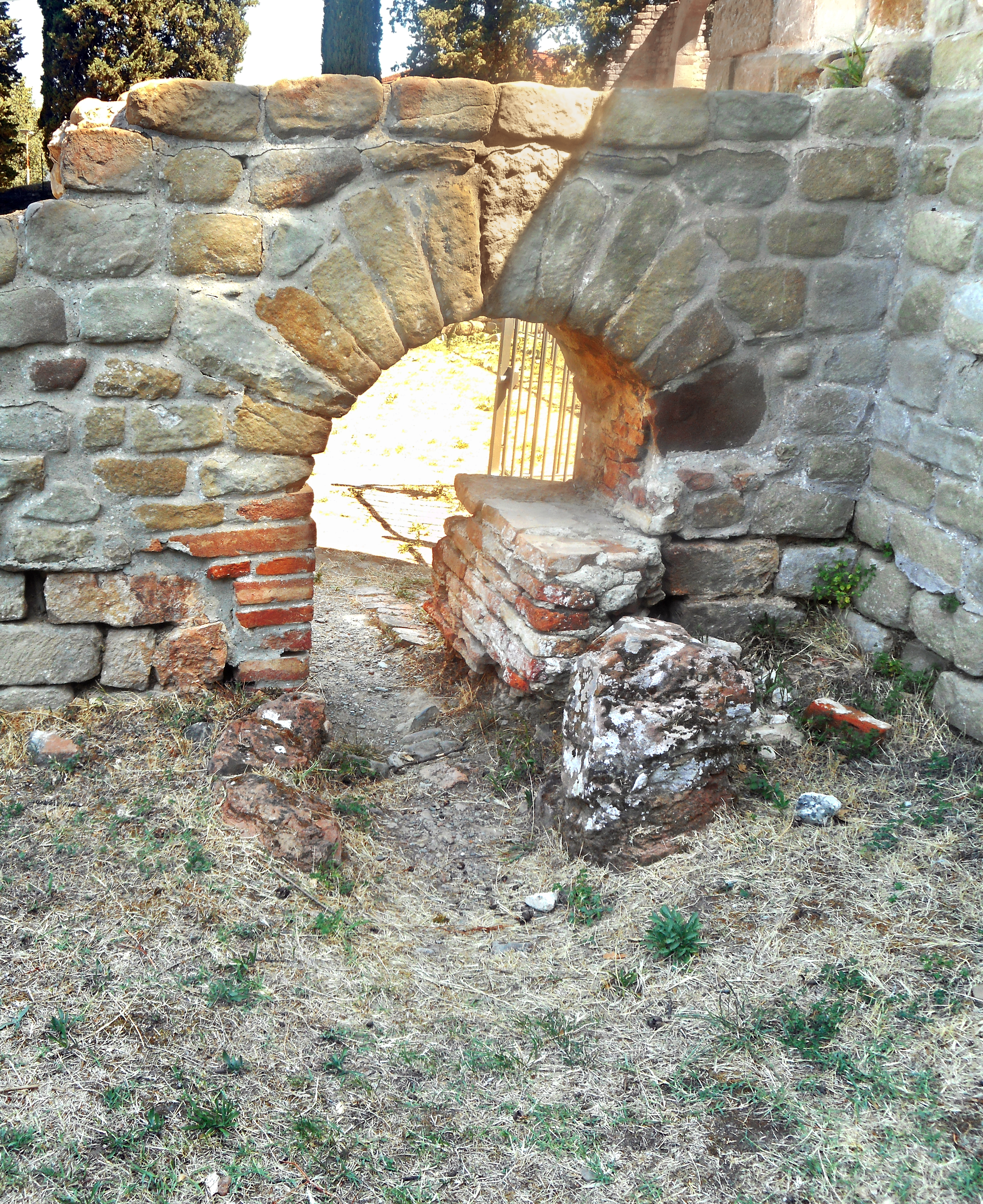
Der wohl zu einem südlich gelegenen kleinen Praefurnium gehörende Bogen neben dem Heißwasserbecken
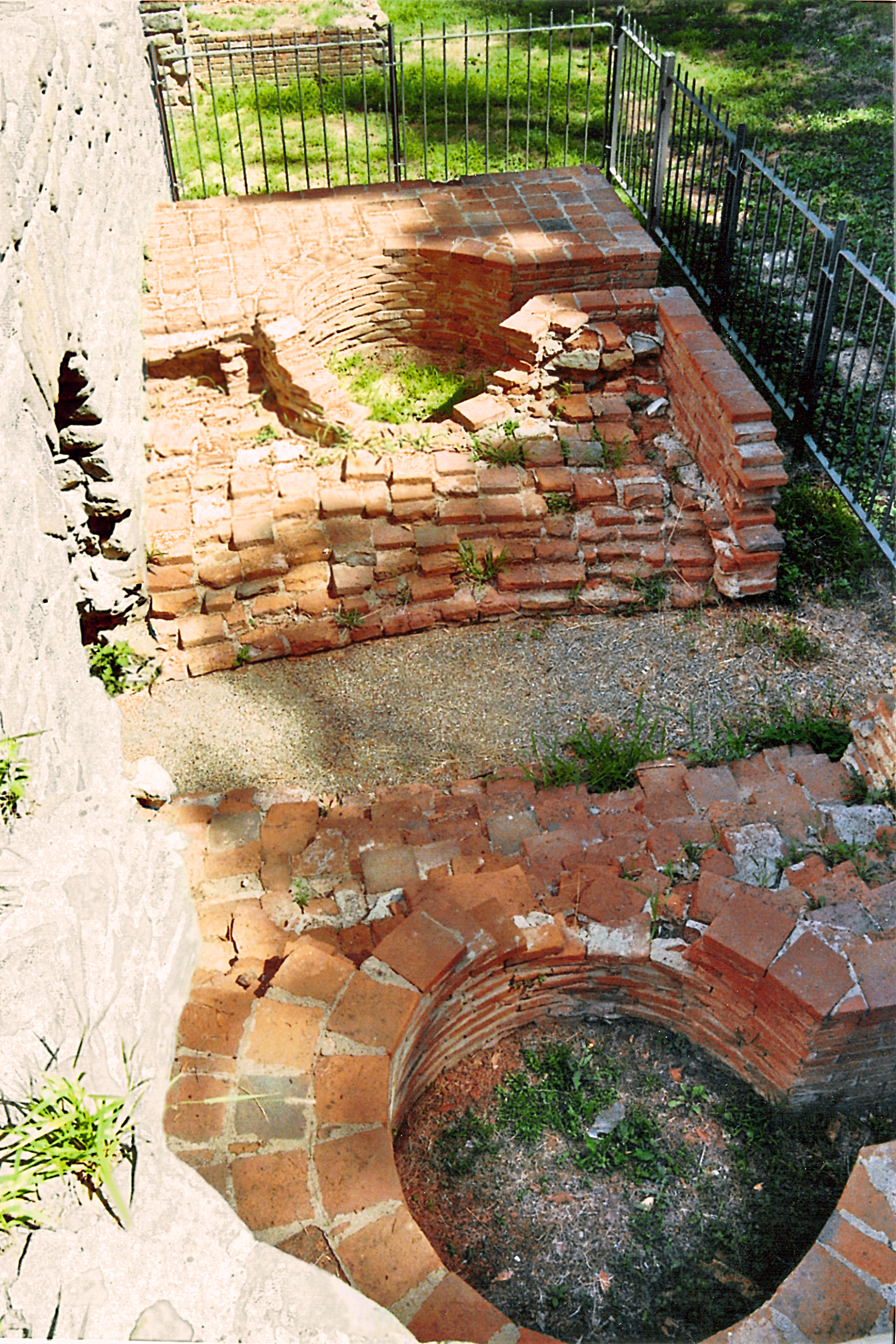
Das große, mit zwei Öfen bestückte östliche Praefurnium. Heißluft strömte durch einen Bogen in das Caldarium
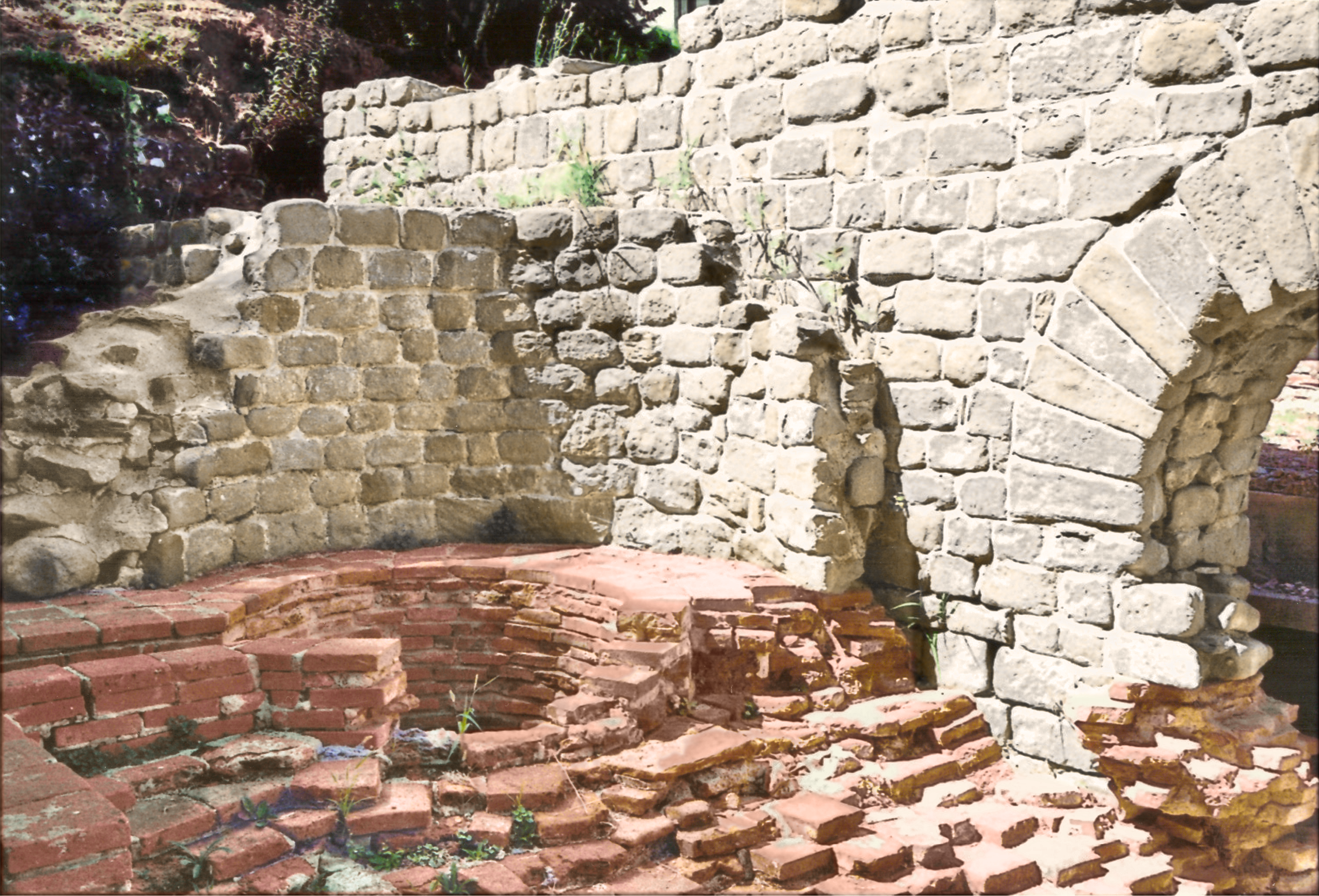
Blick auf den südlichen der beiden aus rechteckigen Ziegelsteinen erbauten Öfen im östlichen Praefurnium
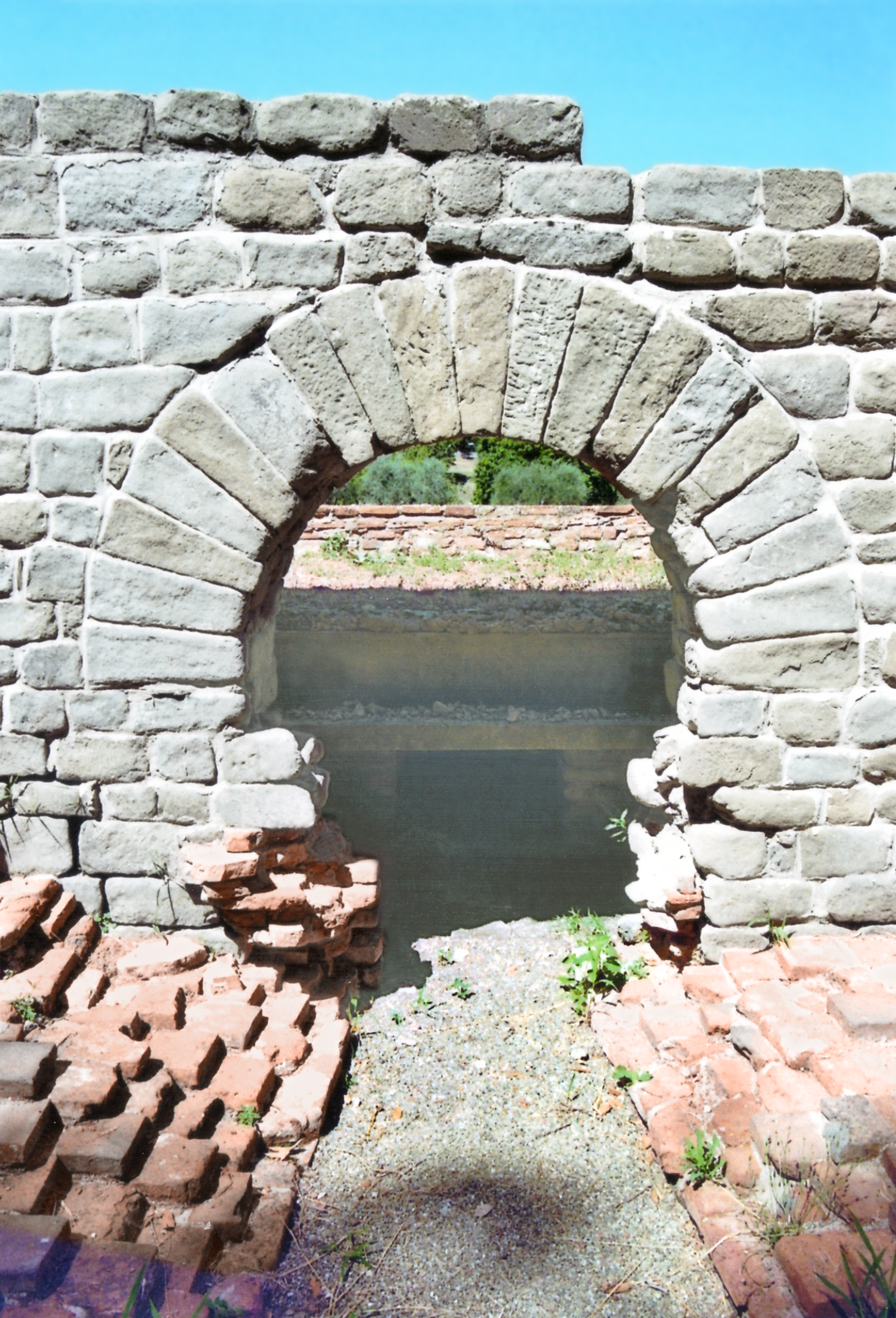
Durch diesen zwischen den beiden Öfen angelegten Bogen wurde die Heißluft unter die Suspensura gebracht

### Frigidarium
Die nördlichsten Bereiche der Therme bilden das Kaltbad (Frigidarium). Hier befindet sich der größte Raum des Bades, der durch drei Rundbögen in zwei Teile gegliedert. Die rechteckigen Säulen der insgesamt 4,40 Meter hohen Rundbögen sind im Abstand 2,50 Meter zueinander angeordnet und bestehen aus Pietra Serena. Die einzelnen Bauteile der Bögen sind Originale, wurden aber bei der Teilrekonstruktion des späten 19. Jahrhunderts an der Oberfläche aufgearbeitet und erscheinen daher fast wie neu. In der Antike waren diese Säulen mit polychromen Marmorplatten bedeckt, wovon noch sichtbare Löcher zur Aufnahme der verbindenden Zapfen zeugen. Das kleine rechteckige Becken unmittelbar östlich der Bögen wurde als Kaltwasserbecken genutzt. Dieses Becken hat einen trapezförmigen Grundriss mit abgerundeten, schrägen Seiten. Die westliche Längsseite wurde mit 10,25 Metern, die kürzere Ostseite mit 8,25 Metern eingemessen. Die Gesamtbreite des Beckens beträgt 5,50 Meter. Um die Beckenkante verläuft eine Stufe mit einer Profilstärke von 0,42 Metern. Dieser Badebereich wird von Westen aus über die drei Bögen betreten. Dazu führen zwei zehn Meter lange, 0,40 Meter breite und 0,50 Meter hohe Stufen in das Becken. Neben dem handlich gearbeiteten Steinmaterial zur Errichtung des Beckens wurden auch Ziegel verbaut.

Befunde im Frigidarium
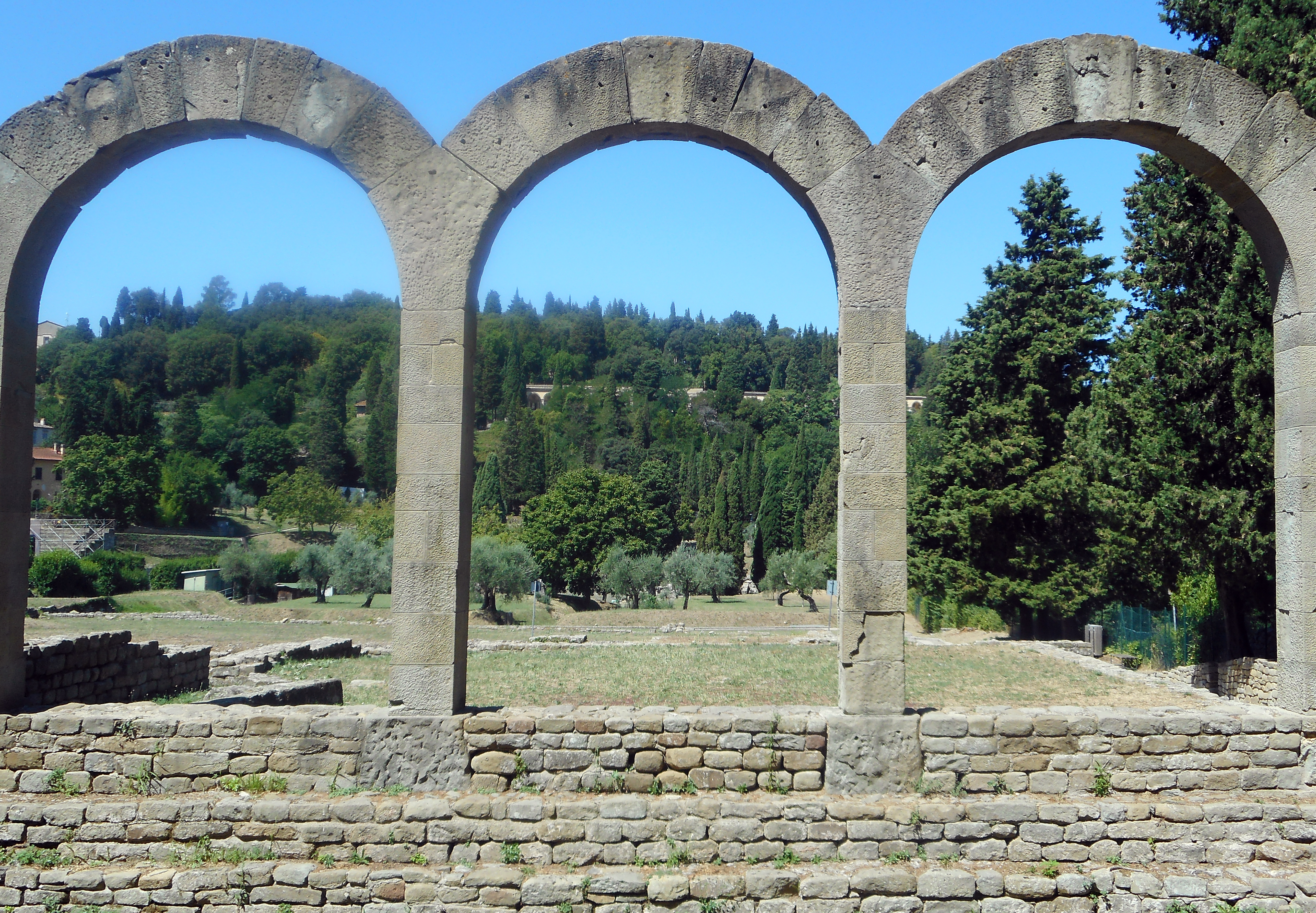
Detail der drei Rundbögen aus Pietra Serena mit den zum Kaltwasserbecken herabführenden Stufen
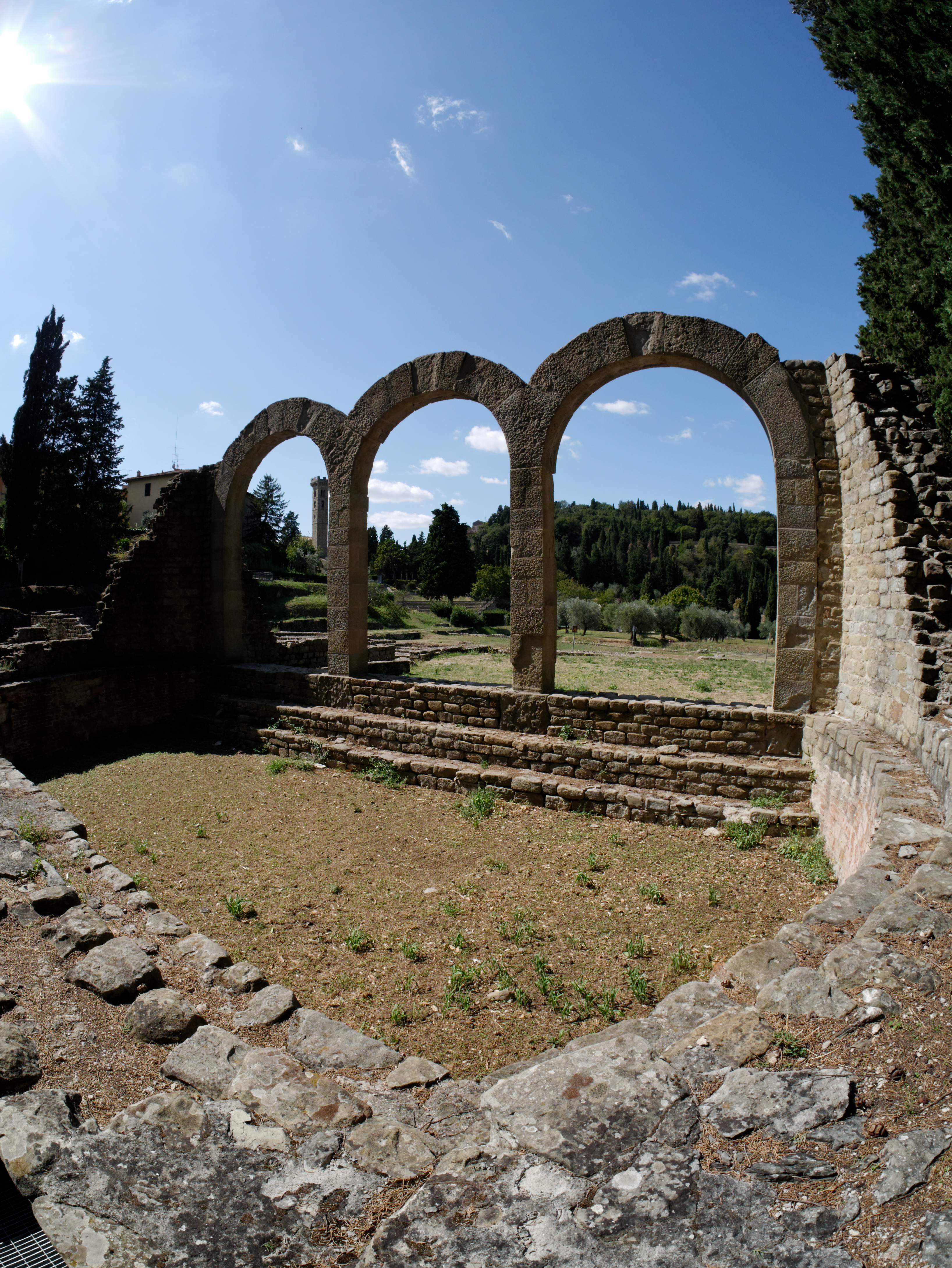
Blick auf das Kaltwasserbecken. Deutlich sichtbar ist unter anderem die 0,42 Meter breite Beckenkante

### Latrine

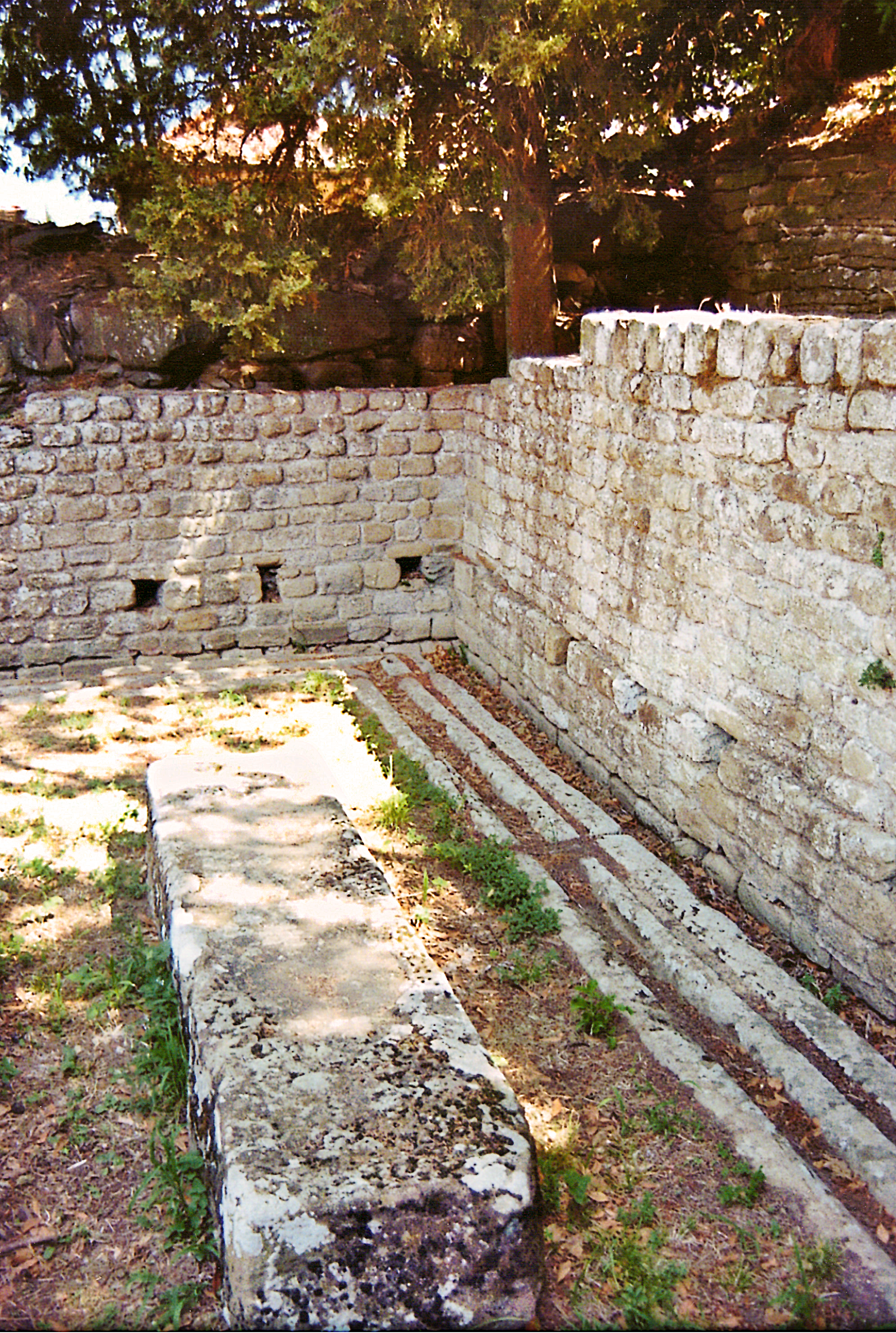
In der Latrine sind die rechteckigen Balkenlöcher sichtbar. Hier waren die Sitzmöglichkeiten aus Marmor befestigt

In dem Raum hinter diesem Becken des Frigidariums liegt die Latrine der Therme. Diese Latrine besaß eine Größe von 6,60 × 4,30 Meter. Die an den Rändern entlanggeführten sechs Steinblöcke aus Pietra Serena besitzen uneinheitlichen Abmessungen und haben Rillen für den Wasserabfluss. Über der dritten unteren Steinlage der aufgehenden Mauern befindet sich eine Lage, die leicht aus dem Verband hervorragt und gleichzeitig rechteckige Mauerschlitze besitzt. Hier befand sich die Konstruktion der Sitzmöglichkeiten aus langen Marmorplatten, in die zur Aufnahme des Gesäßes runde Löcher geschnitten waren. Kastenförmig schlossen seitlich angebrachte Marmorplatten die Front der Sitze ab. In der südwestlichen Ecke der Latrine befindet sich ein kleines Wasserreservoir. Der breite nördliche Korridor, der sich vom Eingangsbereich des Bades und der Kryptoportikus, vorbei an der Palaestra bis hinter das Frigidarium entlangzieht, hat seine Begrenzung an der unmittelbar nördlich gelegenen etruskischen Stadtmauer und mündete unmittelbar an der Latrine, mit der er höchstwahrscheinlich verbunden war. Der deutsche Bauforscher Daniel Krencker (1874–1941) sah in diesem langen Korridor 1929 das Apodyterium.

## Langobardisches Gräberfeld Via Riorbico
Nach der Invasion Italiens 568/569 gründeten die eingefallenen Langobarden das Regnum Langobardorum mit dem Herzogtum Tuszien, zu dem Faesulum gehörte. Die in der Stadt lebenden Neubürger gründeten neue Friedhöfe und bestatteten ihre Toten unter anderem in und bei dem letzten Tempelbau, der nun zu einer großen Nekropole gehörte. Das Gräberfeld in der Archäologischen Zone bezeugt durch das Fundgut die Anwesenheit von Langobarden in Faesulum vom frühen 6. Jahrhundert bis zur zweiten Hälfte des 7. Jahrhunderts. Angesichts der relativen Größe des Gräberfeldes kann davon ausgegangen werden, dass die Langobarden wohl nur einen Teil der Bevölkerung stellten. Die geringe Menge an Funden lässt jedoch nicht erkennen, ob es sich bei den anwesenden Langobarden um zivile Familien oder hauptsächlich um Krieger handelte. Allem Anschein nach gab es jedoch auch höhergestellte Persönlichkeiten, wie Funde aus Grab 24 nahelegen. Um eine abschließende Bewertung zu geben, müsste unter anderem bekannt sein, wie viele Gräber seit dem Frühmittelalter geplündert wurden.
Soweit aus dem Grabungsbericht Gallis ersichtlich, wurden zumindest alle Grablegen innerhalb des Tempels erfasst. Wie weit die Ausgräber ihre Untersuchungen hierzu auch außerhalb des Sakralbaus fortsetzten, geht aus dem Bericht nicht hervor. Insbesondere an der Ostseite scheinen die Grabanlagen jedoch nur im Bereich von zwei Suchschnitten ausgegraben worden zu sein. Bis zum Grabungsabschluss im Jahre 1924 waren insgesamt 27 Körpergräber aufgedeckt worden, von denen 6 außerhalb und 21 innerhalb des Tempelareals lagen. Die massierte Niederlegung innerhalb der Mauerzüge des aufgelassenen Heiligtums lässt vermuten, dass damals noch wenigstens Teile des Bauwerks aufrecht standen. Gallis Bericht scheint dies zu bestätigen. Der Archäologe stellte nachrömische, „barbarische“ Einbauten im Bereich der heidnischen Cella fest und mutmaßte dort die Einrichtung einer christlichen Grabkapelle, die zum Friedhof gehörte. Es ließ sich eine mehr oder weniger westöstlich orientierte Ausrichtung der Grablegen feststellen, die sich in Reihen gruppierten. Alle Gräber wurden aus Steinplatten, Spolien antiker Bauten, gebildet. Darunter war auch eine Steinplatte aus Pietra Serena, die eine Inschrift enthielt, welche auf die Wiederherstellung des Tempels im 1. Jahrhundert v. Chr. hinwies. Über die Lage der Toten in diesen Gräbern schweigt sich der Grabungsbericht aus. Höchstwahrscheinlich wurden sie aber in gestreckter Lage mit der für diese Zeit üblichen Orientierung – den Kopf nach Osten – bestattet. Zudem ist unbekannt, wie viele Grabstellen bereits früher schon gestört worden sind.
Als einzige Waffe aus dem Gräberfeld wurde in Grab 4 eine verhältnismäßig schmale Flügellanzenspitze mit langer Tülle geborgen. An der Lanze waren noch Reste der Bindung zu dokumentieren, die aus starken Drähten und einer eisernen Röhre bestand. Das Stück könnte aus der zweiten Hälfte des 7. Jahrhunderts stammen. Diese Datierung stützt eine ebenfalls aus Grab 4 stammende fragmentierte eiserne Gürtelschnalle. Ohne näheren Zusammenhang mit einer Grabstätte, wurde während der Grabungen im Tempelbereich eine langobardische Spatha entdeckt, die sich heute in der Sammlung des archäologischen Museum von Fiesole befindet. Es kann davon ausgegangen werden, dass sich diese Waffe ursprünglich in einem zerstörten Langobardengrab der Nekropole befand. In Grab 9 lag eine massiv gegossene ovale Gürtelschnalle aus Bronze ohne Beschlag. In seiner Ausführung ist dieser Fund typisch für die langobardischen Grabstätten in Italien und ist vergleichbar mit zwei Fundstücken aus dem schweizerischen Gräberfeld von Bülach (Grab 32 und Grab 235). Letztere werden in die erste Hälfte des 7. Jahrhunderts datiert. Einer sehr ähnlichen Zeitstellung gehört eine kleine Bronzeschnalle aus Grab 6 an, die einen wohl als Ersatz eingesetzten eisernen Schnallendorn besitzt. Ein Schnallentyp aus Grab 22 lässt sich während der ganze erste Hälfte des 7. Jahrhunderts und über dessen Mitte hinaus in Oberitalien nachweisen. Eine bronzene Haarnadel aus Grab 8 abknickendem oberem Abschluss steht deutlich in römischer Tradition hat ihr Vorbild in den Schreibgriffeln (Stiles). Aus Grab 24 stammen Teile einer Glasperlenkette und eine kleine, für langobardische Gräber typische durchbohrte Bronzemünze. Die Perlen datieren in das letzte Drittel des 6. und bis weit ins 7. Jahrhundert, während die Münze bereits damals ein altes Stück aus dem 4. Jahrhundert, wohl konstantinisch war. Neben den Perlen und der Münze barg das Grab auch einen Tonkrug. In Grab 21 konnten einige Funde aus Gold untersucht werden, die einer hochgestellten Persönlichkeit gehört haben müssen. So fanden sich Reste eines Gewandes aus Goldbrokat, was ebenfalls ein relativ häufiges Fundgut im langobardischen Gräberkontext darstellt. Zudem wurden aus diesem Grab goldene Halskettenanhänger geborgen.
Die stark gemagerte, hart gebrannte Keramik des Gräberfeldes lässt sich in drei Gruppen zusammenfassen: Krüge, die für gewöhnlich eine bauchige Form und einen bandförmigen Henkel besitzen, henkellose Flaschen mit rundem Ausguss sowie eine kreisrunde Schüssel mit breitem, sich absetztenden, leicht gebogenem Rand. Alle Keramikstücke aus diesen Grablegen leiten sich von römischen Vorbildern ab, genuin langobardische Ware fehlt. Die Glasfunde, darunter „Stengelgläser“, sind gut bekannt und lassen sich ebenfalls dem 7. Jahrhundert zuordnen.
Einige der Steinkistengräber sind bis heute in der Archäologischen Zone sichtbar erhalten geblieben. Ein weiteres langobardisches Gräberfeld wurde im heutigen Stadtzentrum am Rathaus entdeckt. Im archäologischen Museum von Fiesole sind vier dieser Körpergräber zu besichtigen.

Langobardisches Fundgut im archäologischen Museum von Fiesole
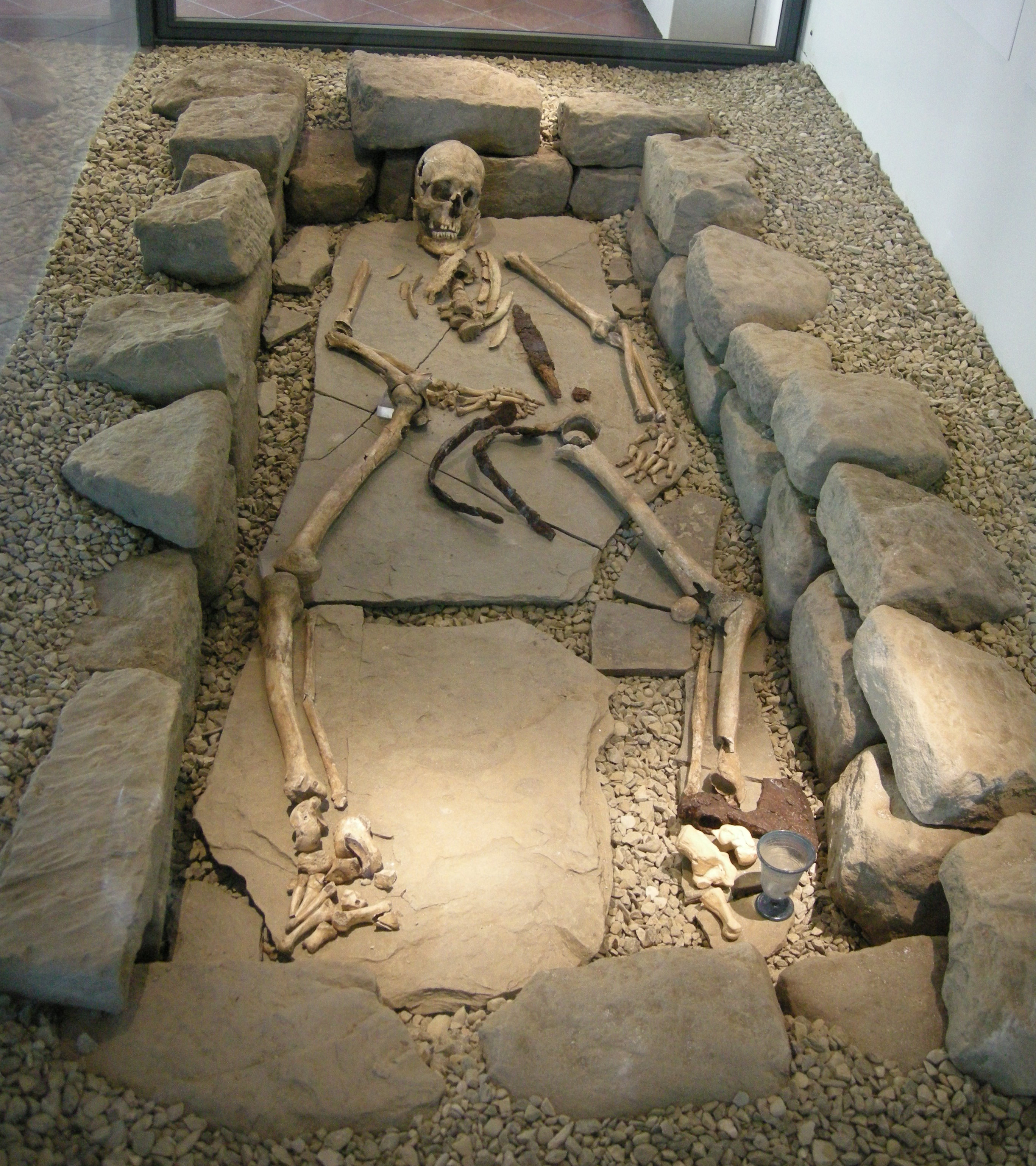
Im Museum rekonstruierte langobardische Grablege. Zum Fundgut gehören unter anderem eine Franziska, ein Sax sowie ein gläserner Pokal
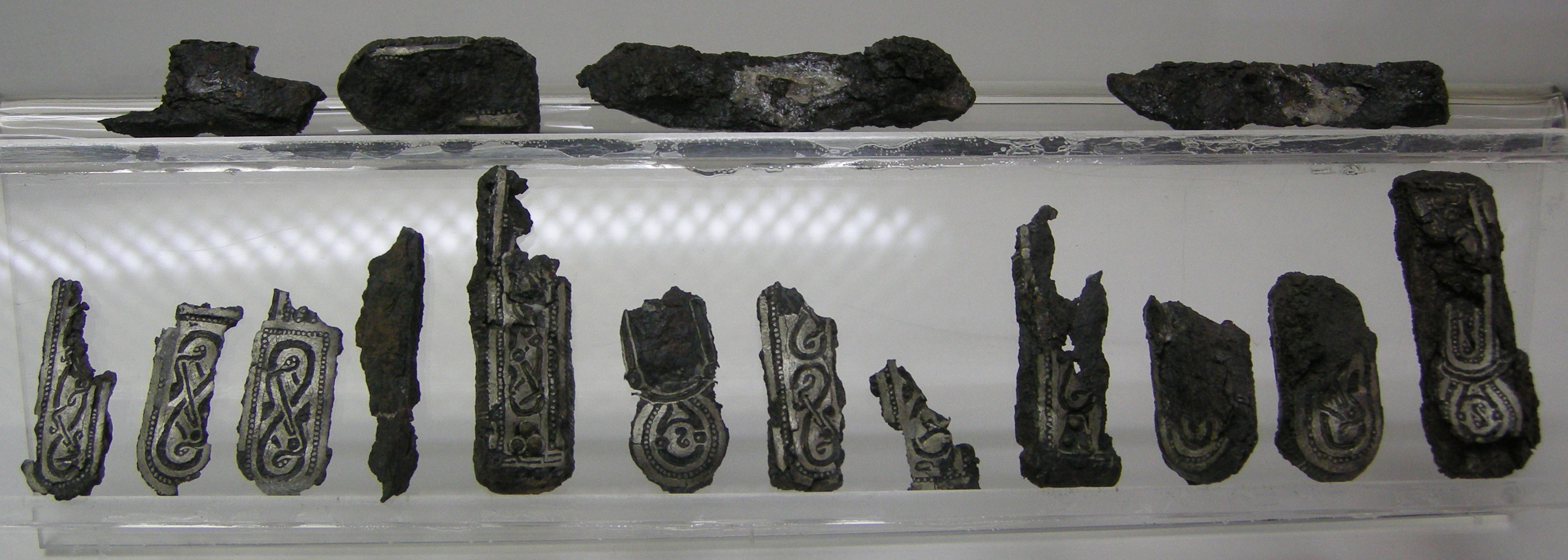
Gürtelriemenplatten, Grabfunde
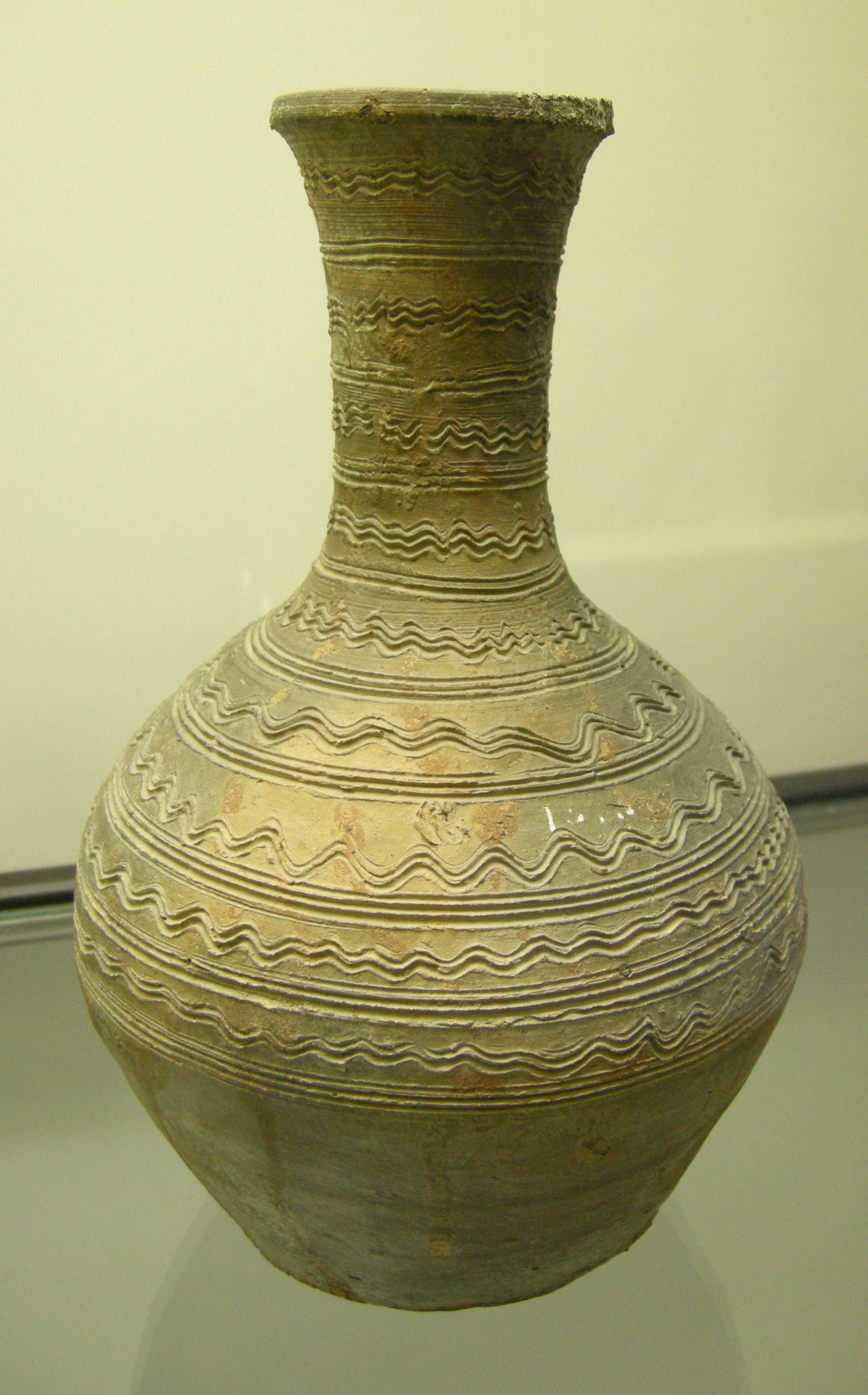
Keramik
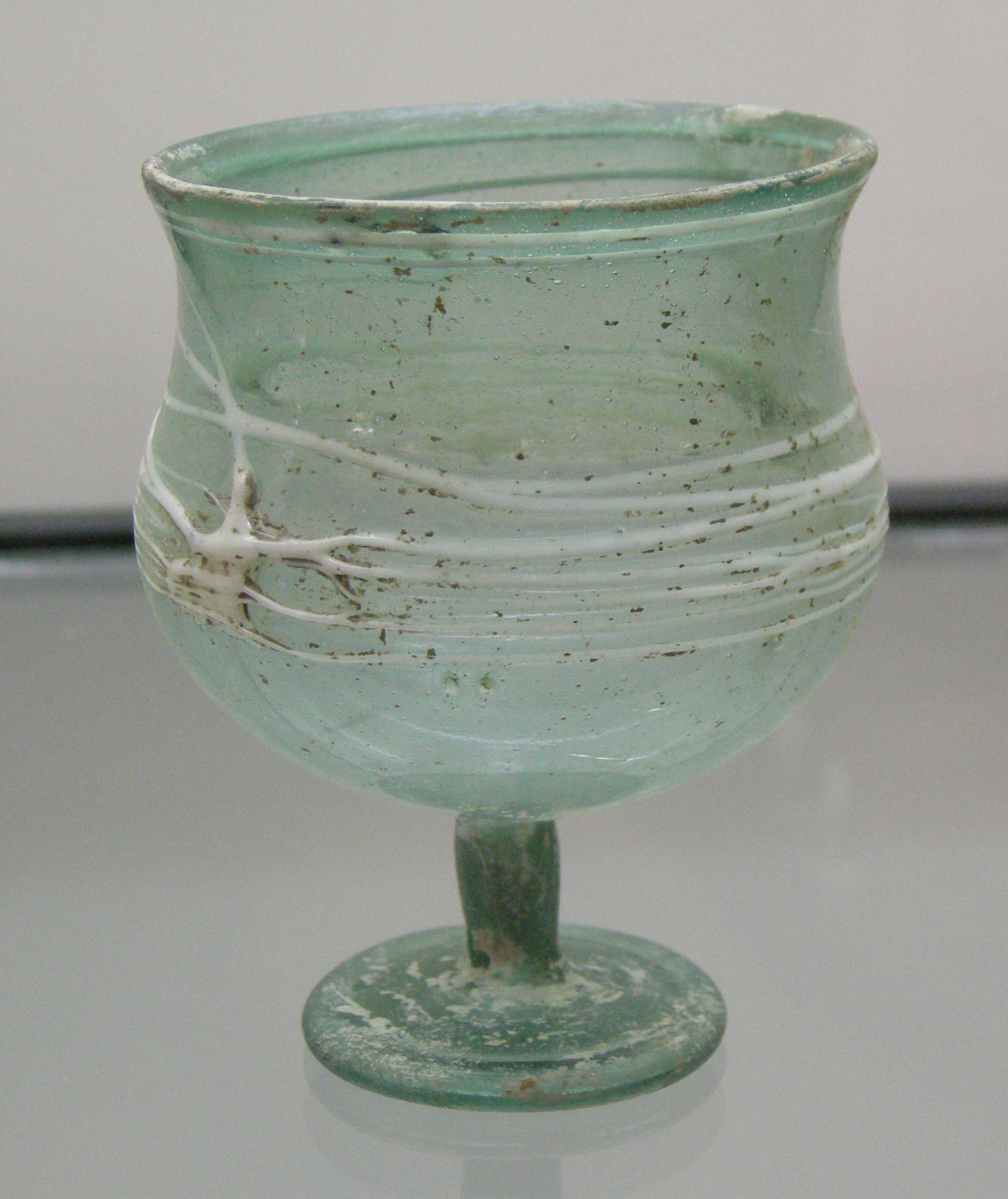
Glaskelch mit Fadenverzierung

## Fundverbleib
Das heutige Museum im Stil eines antiken Tempels mit ionischen Säulen entstand zwischen 1912 und 1914 und würde auf dem Gelände über dem Theater errichtet. Sein Architekt war Ezio Cerpi (1868–1958). Neben den Funden aus Fiesole werden private Schenkungen, darunter auch Sammlungen wertvoller griechischer und etruskischer Keramiken, gezeigt.